# 中国の仏教美術
本項では、中国の仏教美術（ちゅうごく の ぶっきょうびじゅつ）について解説する。

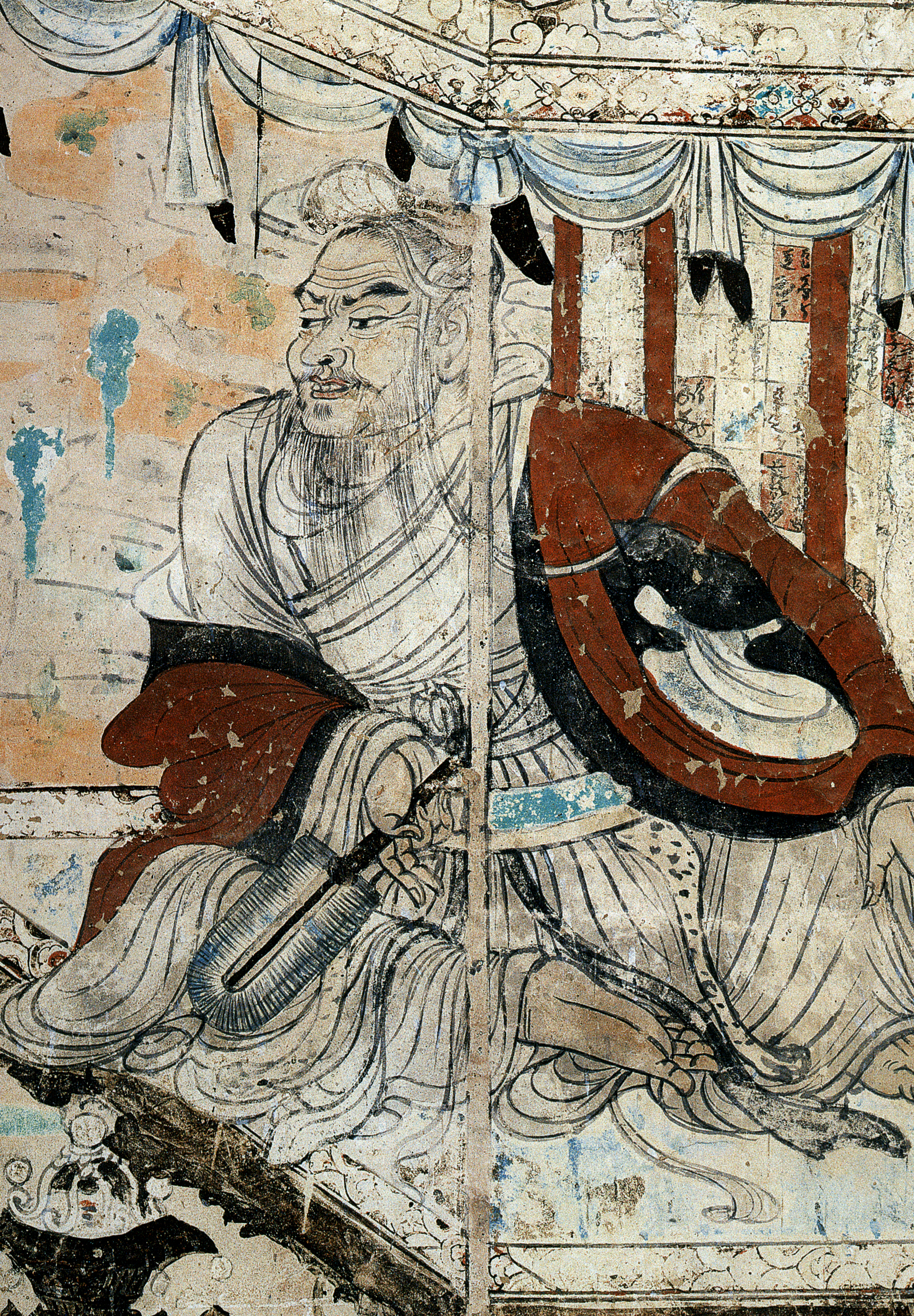
文殊菩薩と問答する維摩居士　8世紀　唐代　敦煌第103窟

1世紀、仏教は中国へと至り、この国の美術、とりわけ塑像の分野に新風を吹きこんだ。遥か遠方で成立した仏教を受け入れていくなかで、仏教美術は中国文化の審美眼と道徳を反映しながら変化していった。
中国における仏教の受容において、漢訳仏典と教相判釈が大きな役割を果たした。漢訳によって、本来サンスクリットやパーリ語で記された経典が漢字文化圏へ普及した一方、その過程で偽経と呼ばれる、原典にはない経典 も成立した。また、教相判釈によって、伝来した多種多様な経典の解釈・体系化が行われた。結果、中国伝来以降の仏教では中国化と大乗仏教の主流化が進み、のちの仏教美術もそれらを反映したものになった。また、征服王朝である14世紀の元と17世紀以降の清の時代には特に、チベット仏教とその美術とも相互に影響を与え合うこととなった。

## 歴史

### 後漢・三国時代・晋
中国における最初期の仏像や仏教彫刻 は後漢まで遡ることができる。また、三国時代、魏の曹植は梵唄を学んだようである。しかしながら、皇族や豪族層への本格的な普及は西晋に至るまで限定的であり、ゆえにこの時代に確認できる仏教美術は少ない。

#### 魏晋南北朝時代
五胡十六国時代には、西域と中原を結ぶ交易路として栄えていた河西（現在の甘粛省）で、敦煌の莫高窟をはじめとする石窟寺院が建設され始める。この時代の仏像の様式と造形には、交脚したポーズや右肩を露出する「偏袒右肩」と呼ばれるスタイルなど、インド的な要素が強く遺されている。5世紀に入ると、仏像は明確ではっきりとした輪郭線で表現されるようになる。造形も、こと如来像においては左右対称、厚手の衣装、より柔和な表情など中国風の表現が施されるようになっていく。
北魏による華北統一によって五胡十六国時代は終止符を打たれ、南北朝時代と呼ばれる時代に移っていく。これ以降、異民族系の北朝と漢民族の南朝が、隋によって統一がなされるまでの160年近くに渡って対峙を続けた。これらの政治的・文化的対立を背景に、仏教美術もそれぞれの地域で異なった展開をしていった。

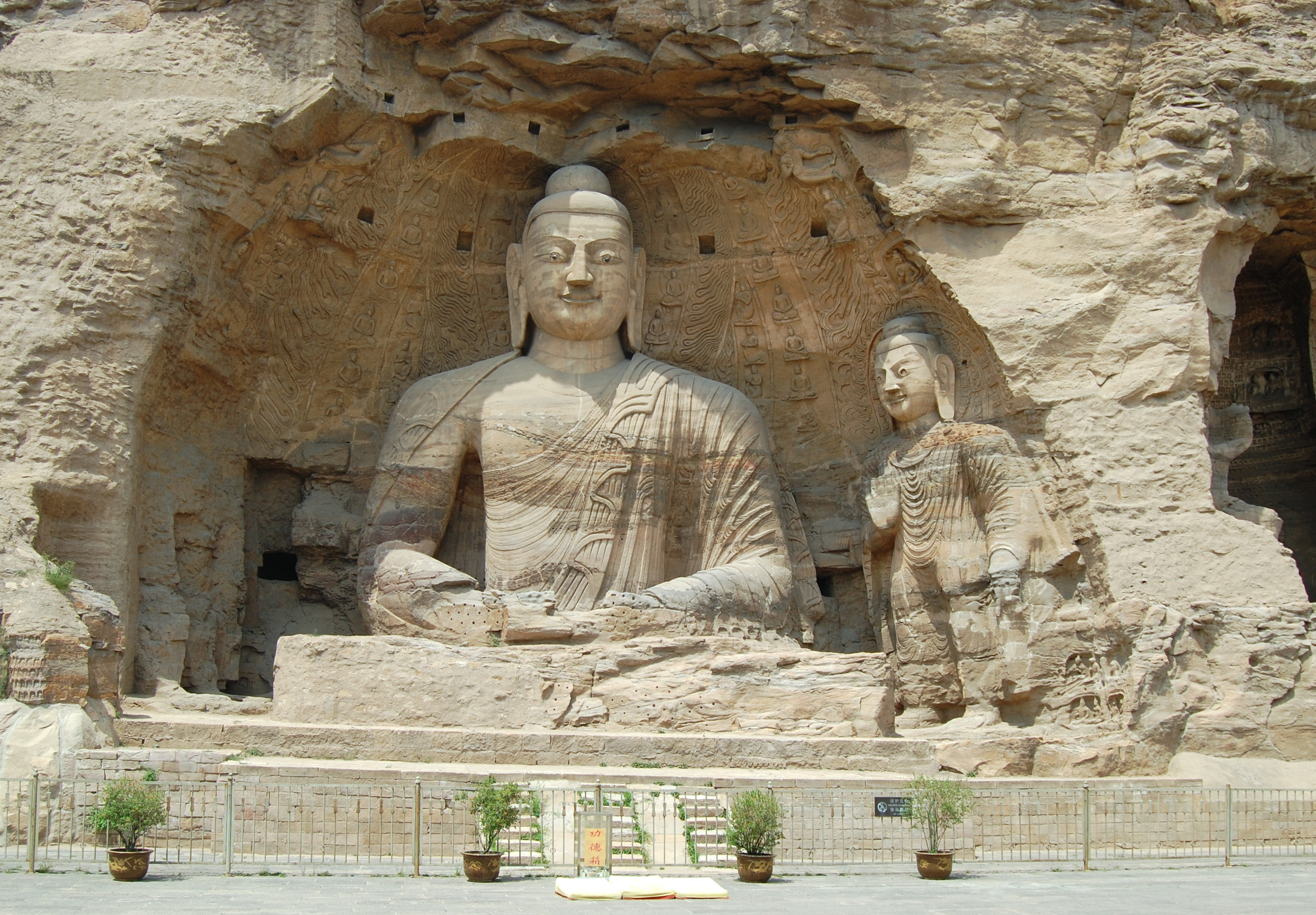
雲崗石窟第20窟の如来坐像（曇曜五窟のうちの一つ）　北魏　5世紀後半　涼州の僧侶曇曜が造営。この石窟に建てられた仏像は、北魏の歴代皇帝をモデルにしたと考えられている（「皇帝即如来」）。

北魏は建国当初から仏教保護政策を行っていた。晋の滅亡後、長く続いていた戦乱と経済的・社会的混乱は、五胡と呼ばれた非漢族系の異民族による華北への流入によって既に決定的なものとなっていた。このような状況において、それまで支配的であった儒教に変わって急速に拡がったのが仏教であった。仏教への改宗者は五胡の支配層にも多く、また彼らも仏教を民衆教化のため、政治的・文化的な動機で利用した。以降、仏教が国教化した北朝では、仏教教団と支配層の結びつきが強まっていく。それらの状況を色濃く反映したものとして、雲崗石窟寺院の石仏が挙げられる。また、同時期の生活様式を映す仏像の様式として、4世紀に多く作られた小型で金属製の仏像である、小金銅仏がある。移動の多い騎馬民族や、戦乱と隣り合わせであった漢族にとっても持ち運びやすいことから重用された。
政策としての石窟寺院の建立は、仏教彫刻の中国化を促した。前述した雲崗石窟寺院に作られた仏像は、漢民族の好みに合わせて肌の露出が抑えられた表現になっている。また、景明元年（500年）に造営が始まった、龍門石窟に見られる漢化・抽象化した造形様式は、後世の中国諸地域のみならず三国時代の朝鮮や飛鳥時代の日本における造像の規範となった。
6世紀、北周・北斉の両王朝の成立以降、仏像の様式にふたたび西方からの影響を受けたものが見られるようになる。伝来経路そのものは中央アジア経由か東南アジア経由か、あるいは複合的なものだったかは定かではないが、変化の直接的な原因は北魏皇統の断絶（すなわち「皇帝即如来」というイデオロギーの喪失）と鮮卑復古主義（漢化政策の否定）だったようである。
一方、華南、特に沿岸部において仏教が東南アジア経由で広まりつつあった。東晋の法顕は、海路で師子国（現在のスリランカ）に渡り、かの地で見たジャータカ（本生説話）を「変」と記録している（『仏国記』）。これをもって、中国における仏教説話画が始まったとされている。

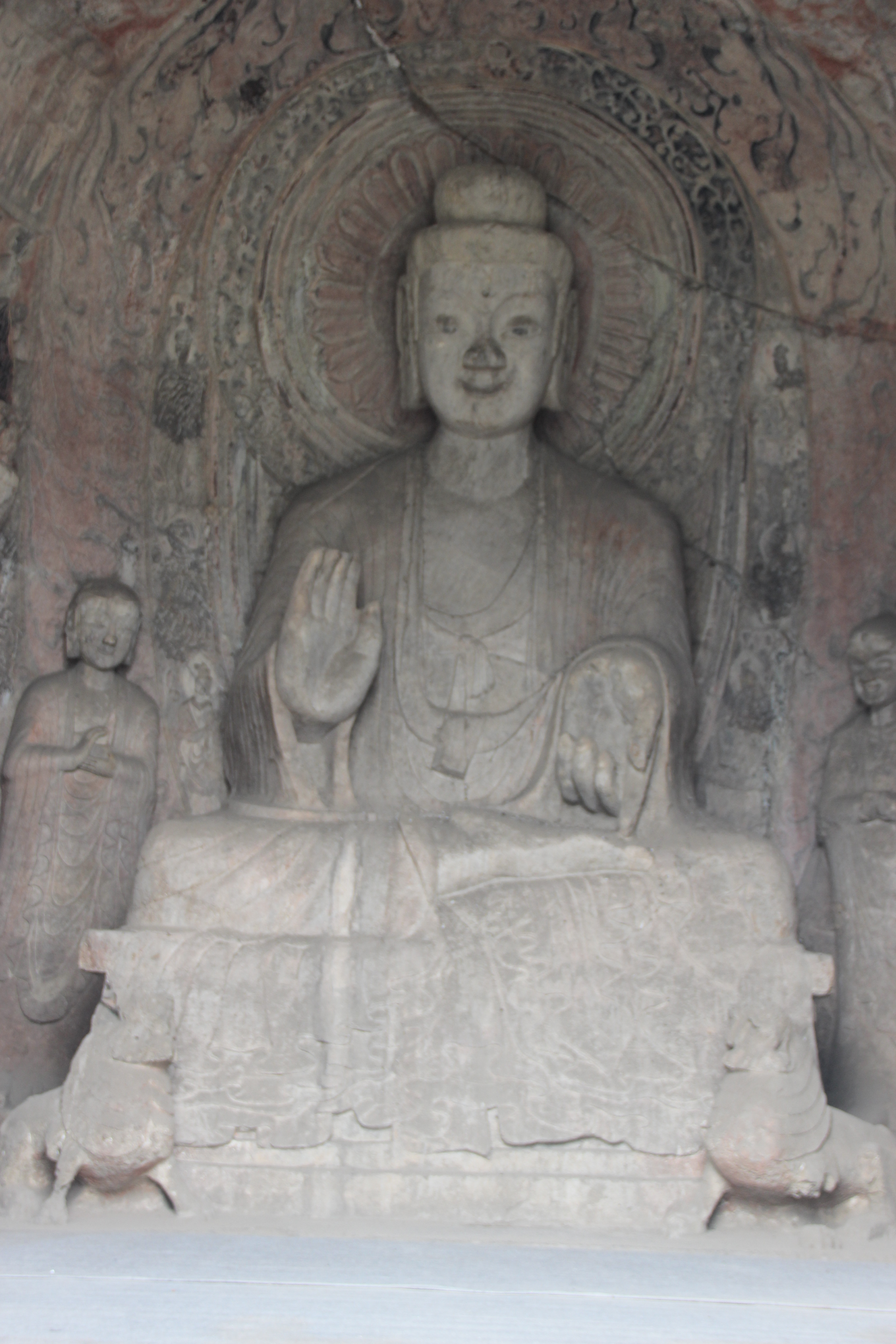
如来坐像　龍門石窟賓陽中洞正壁（西壁）　6世紀前半（北魏）　河南省洛陽市　龍門石窟の三洞のうち、中洞のみが北魏時代に完成した。正光4年（523年）までにおよそ80万人以上を動員して造営された賓陽中洞は西壁には上掲の如来像のほか菩薩・如来像、東壁には（現存しないものの）維摩経変、本生図、皇帝・皇后の行列図、十神王像のレリーフを備えていた。

この時代の仏教彫刻が遺されている代表的な遺跡は、以下のような場所が挙げられる：
- 雲崗石窟、山西省
- 龍門石窟、河南省
- 炳霊寺石窟、甘粛省

### 隋唐

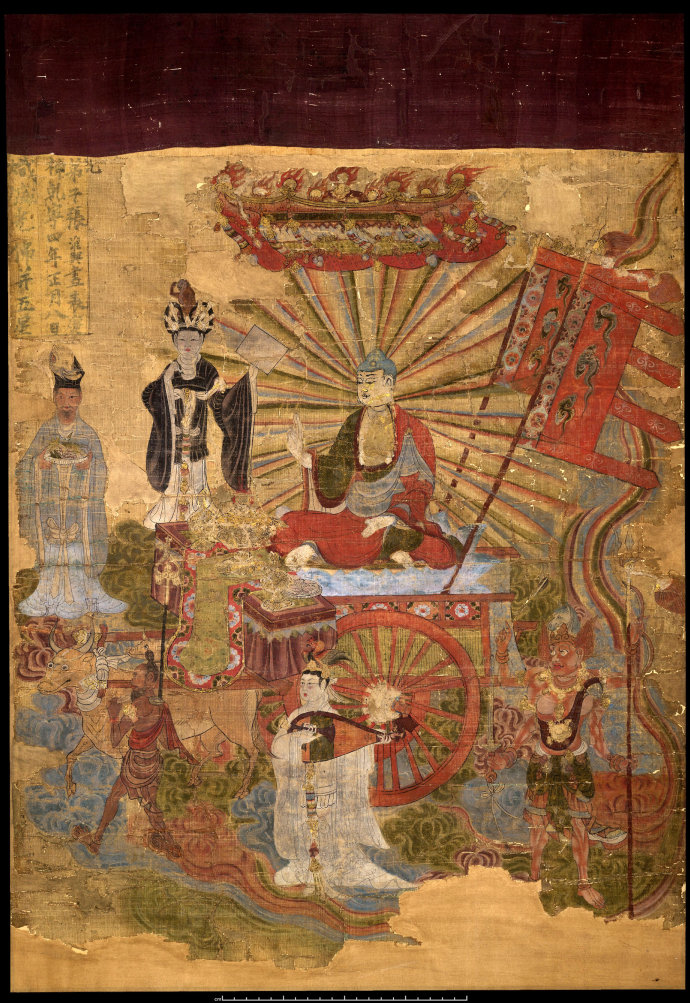
『識盛光如来並五星図』　張淮興筆　晩唐、乾寧4年（897年）　大英博物館蔵　莫高窟で発見。擬人化された5つの惑星が熾盛光仏頂を囲んでいる。

6世紀末に成立した隋はおよそ40年ほどで滅亡したものの、中国における仏教美術の発展に残した影響は大きかった。300年ぶりに中国全土を統一した文帝（楊堅）は、各地方に僧院と仏舎利塔を建てた。また、中国そのもの政治的統合によって、地域性を保っていた各地の仏像芸術も隋の首都であった大興城（長安）を中心としながら徐々に融合をすすめていく。この時代から、仏像は銅製のものだけではなく、白檀や青銅を用いたものが作られ始める。また、仏教絵画においては、ホータン王国出身の尉遅跋質那（うっちばっしな）とその子、尉遅乙僧（うっちいっそう、塞：ヴィシャ・イーラサンガ）が隋末唐初にかけて活躍し、西域絵画を中国へと伝える役割を果たした。彼らはまた、鉄線描と呼ばれる、緊張感とエッジの効いた画風の作品を遺した。
隋の時代の伝統をふまえ、唐代の仏像はより生き生きとした表現がされるようになる。この頃の仏教彫刻は、グプタ時代のインド芸術に触発された、どちらかといえば古典風な様式を帯びている。それは、唐という国そのものがもっていた外来文化に対する開放性と、玄奘三蔵・義浄らの活動に代表されるインドとの往来によるものであった。結果、仏教は、その一大中心地となった首都長安 （今日の西安）から朝鮮、そして遣唐使を通じて日本へと拡がっていくことなった。

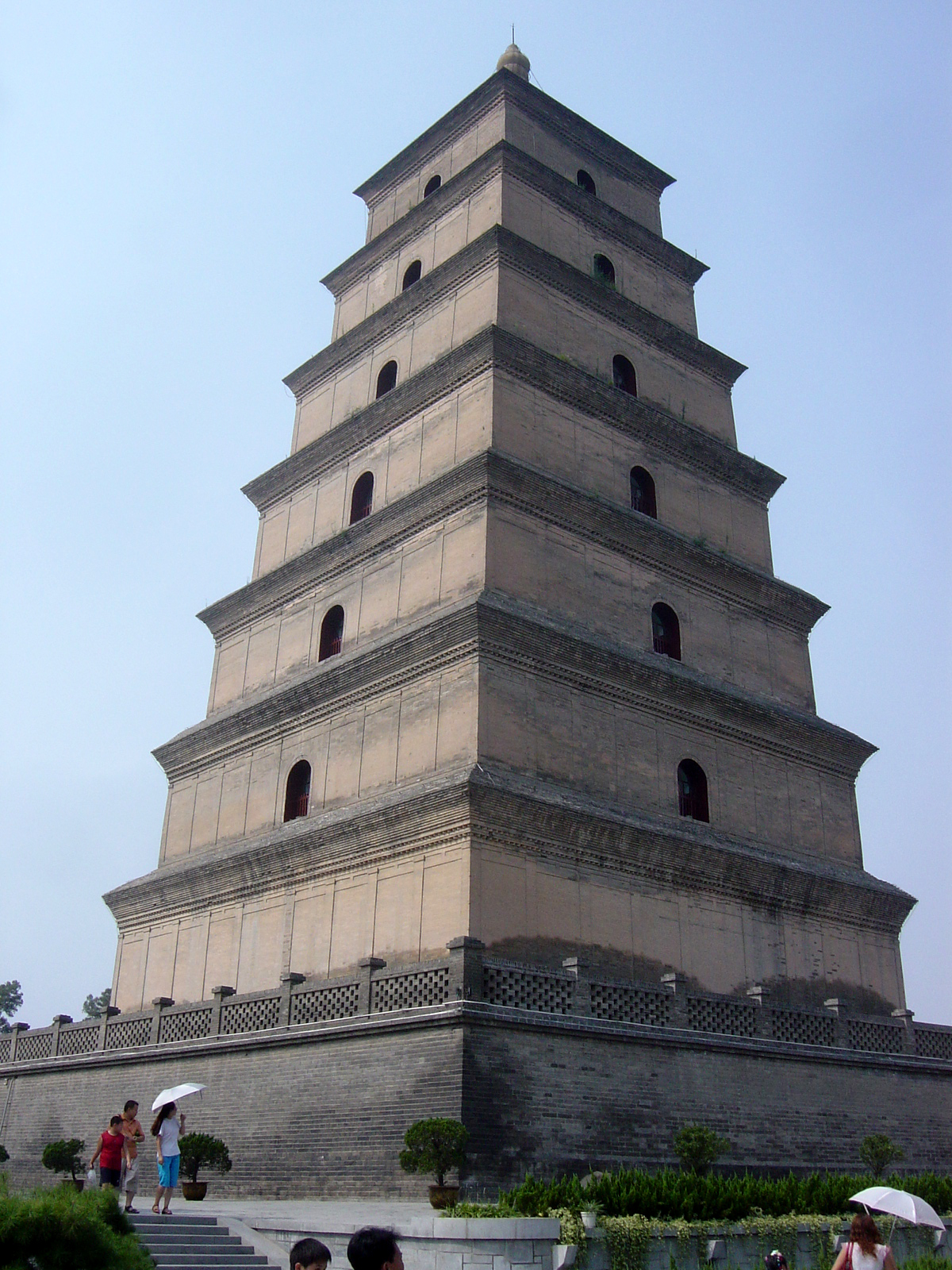
大雁塔　唐、永徽3年（652年）建立　インドから帰還した玄奘三蔵法師が、時の皇帝高宗に申し出て建設された。北宋、明代、そして中華人民共和国時代に改装・修復が行われている。

しかしながら、晩唐の頃になると外来の宗教や文化は否定的に捉えられるようになった。845年、武宗は、在来思想であった道教を支援するためにすべての「外国の」宗教（キリスト教のネストリウス派、ゾロアスター教、マニ教、仏教を含む）を禁止する（「会昌の廃仏」）。この弾圧の結果、仏教教団は寺院や荘園を没収され、国家の擁護から離れて存続せざるを得なくなった。そのため、中国における仏教はしばらく衰退するが、それは宋時代において花開く、禅宗と浄土教のふたつの宗派が民衆へと根ざしていく発端ともなった。
唐は歴代の王朝のなかでも最も仏教が盛んに信仰された時代の一つであり、かつ総じてみれば政治的にも概ね安定していたので、当時の作品も数多く遺されている。
初唐（7世紀）には、北魏時代に盛んであった弥勒信仰に代わって阿弥陀信仰が人気となり、西方極楽浄土を描いた芸術が現れた。唐代、莫高窟では、華やかで清浄な阿弥陀浄土が描かれた。このような状況において、太宗 (唐)の甥、李泰による龍門石窟の復興を皮切りに、北魏の滅亡以降衰微していた華北平原での石窟造営が盛んになる。武宗・武則天の時代には龍門石窟は最盛期を迎え、奉先寺の大仏が建立された。これらの仏像は、雲崗石窟のものに比べるとより繊細で写実的な人物表現がなされている。
盛唐から中唐（8世紀ごろ）にかけて、石窟美術は安史の乱による混乱を経てその中心を華北から四川に移していく。皇沢寺石窟や大足石刻は、玄宗皇帝時代の磨崖仏の白眉であると同時に、国際色と土俗性を兼ね揃えていく過程を窺える遺跡であるといえよう。

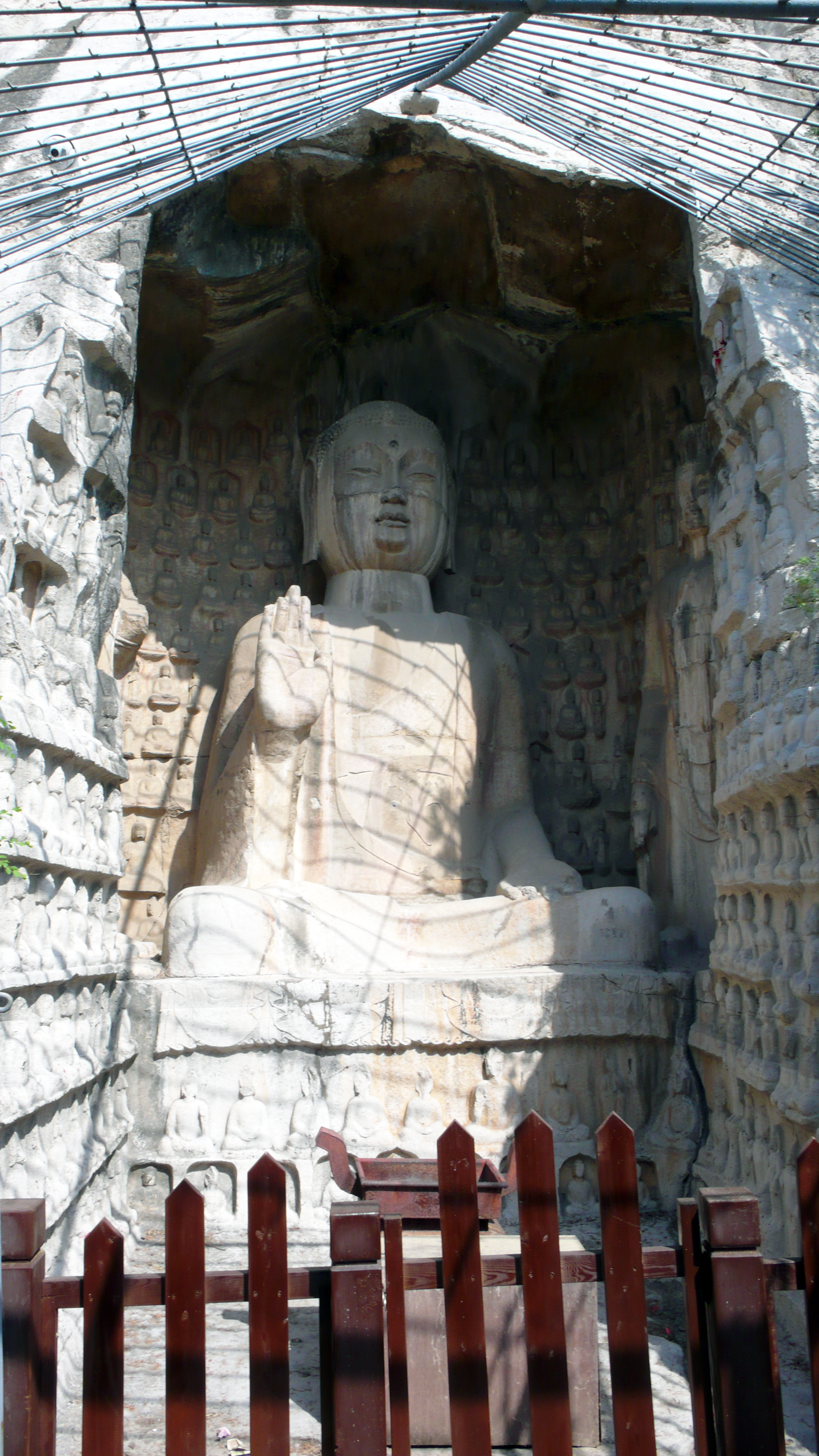
如来坐像　駝山石窟第3窟　隋、開皇年間（581年-600年）　山東省青州
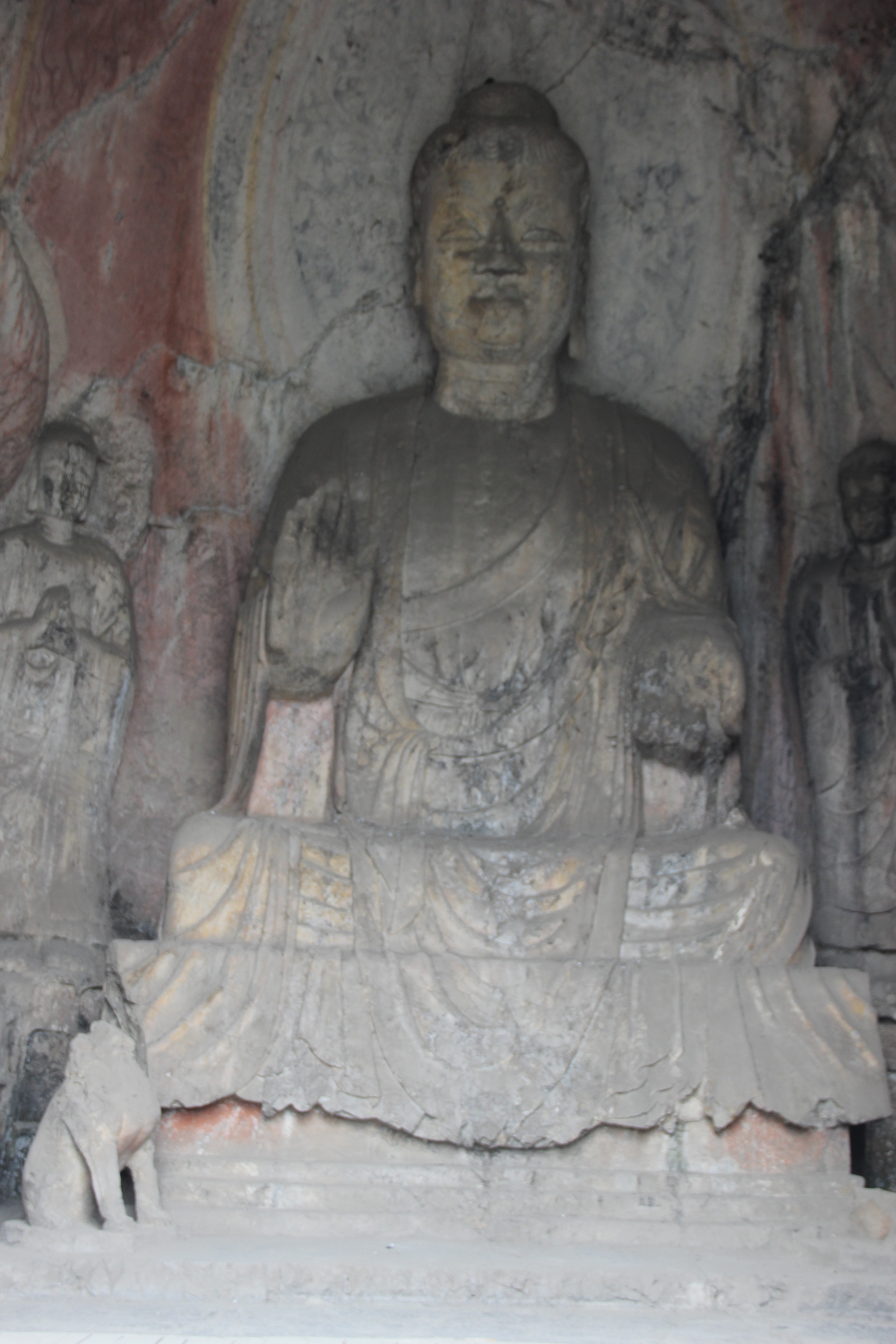
如来坐像　龍門石窟賓陽南洞正壁（西壁）　唐、貞観15年（641年）　河南省洛陽市　北魏の滅亡以降、龍門石窟は衰退したが、唐の太宗の時代に再興した。賓陽南洞に作られたブロックを積み重ねたような構造の仏像は、隋や北周北斉のものに範をとったものであった[22]。
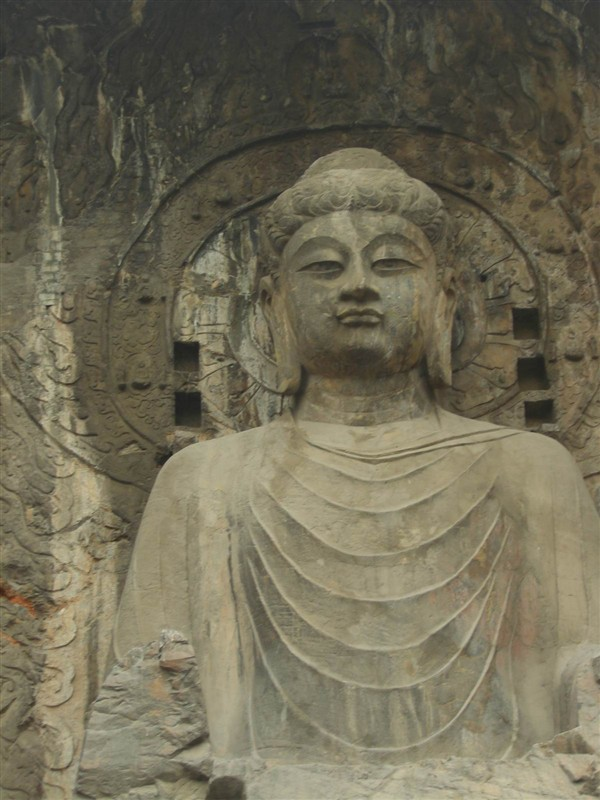
盧舎那仏坐像　河南省洛陽市、龍門石窟奉先寺洞　唐、上元年間（675年）　立体感や人体観察に基づいた写実性が見られる。玄奘や王玄策らによるインド文化流入も様式の確立へ影響を及ぼしたと考えられている[18]。
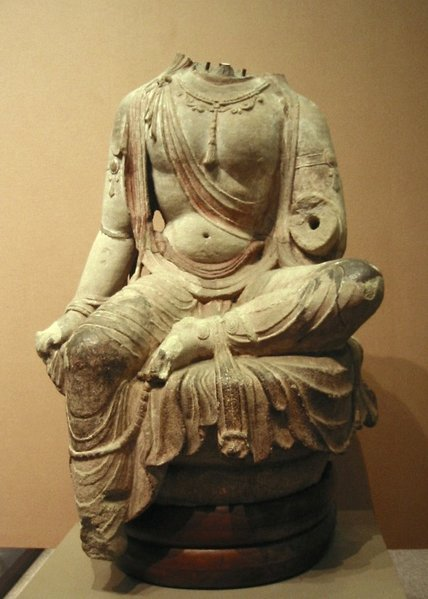
菩薩半跏像　盛唐（8世紀前半）　東京国立博物館蔵　マッスが強調された胸や腹部、腕はある種の官能性を感じさせる。身体を傾け、左脚に寄って座す姿勢ながらも、全体としては落ち着いた印象を与えるこの作品は、唐時代の写実性の到達点と言えるだろう[23]。
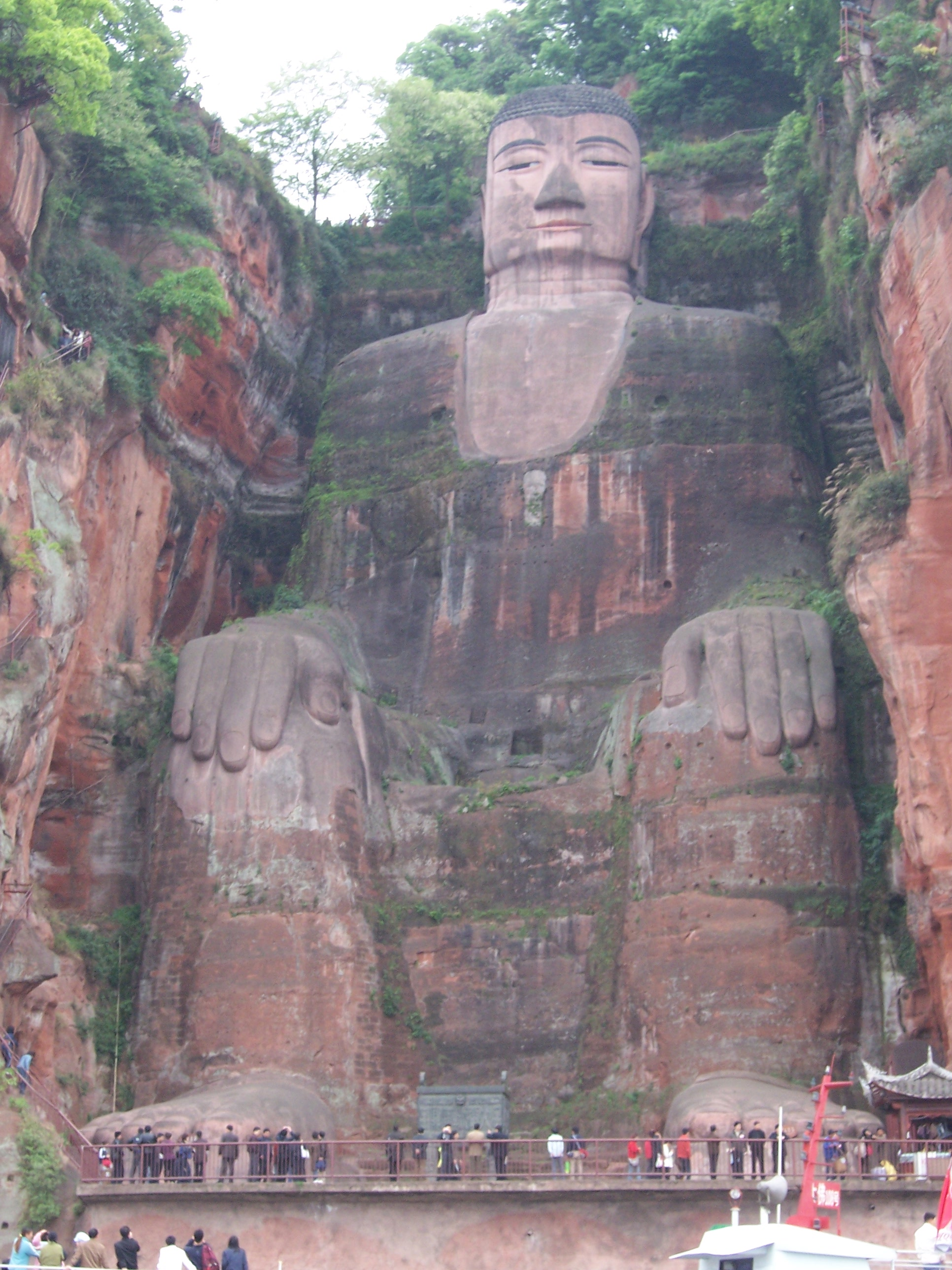
楽山大仏　楽山凌雲寺　中唐、貞元19年（803年）　四川省楽山市　像高約59.98m　中唐から晩唐にかけては、中原に遺る石窟造像は少ないが四川には多い。中国最大のこの大仏は、当時としては珍しく国家事業ではなく民衆主導で建造され、90年ほどかかって完成した[24]。
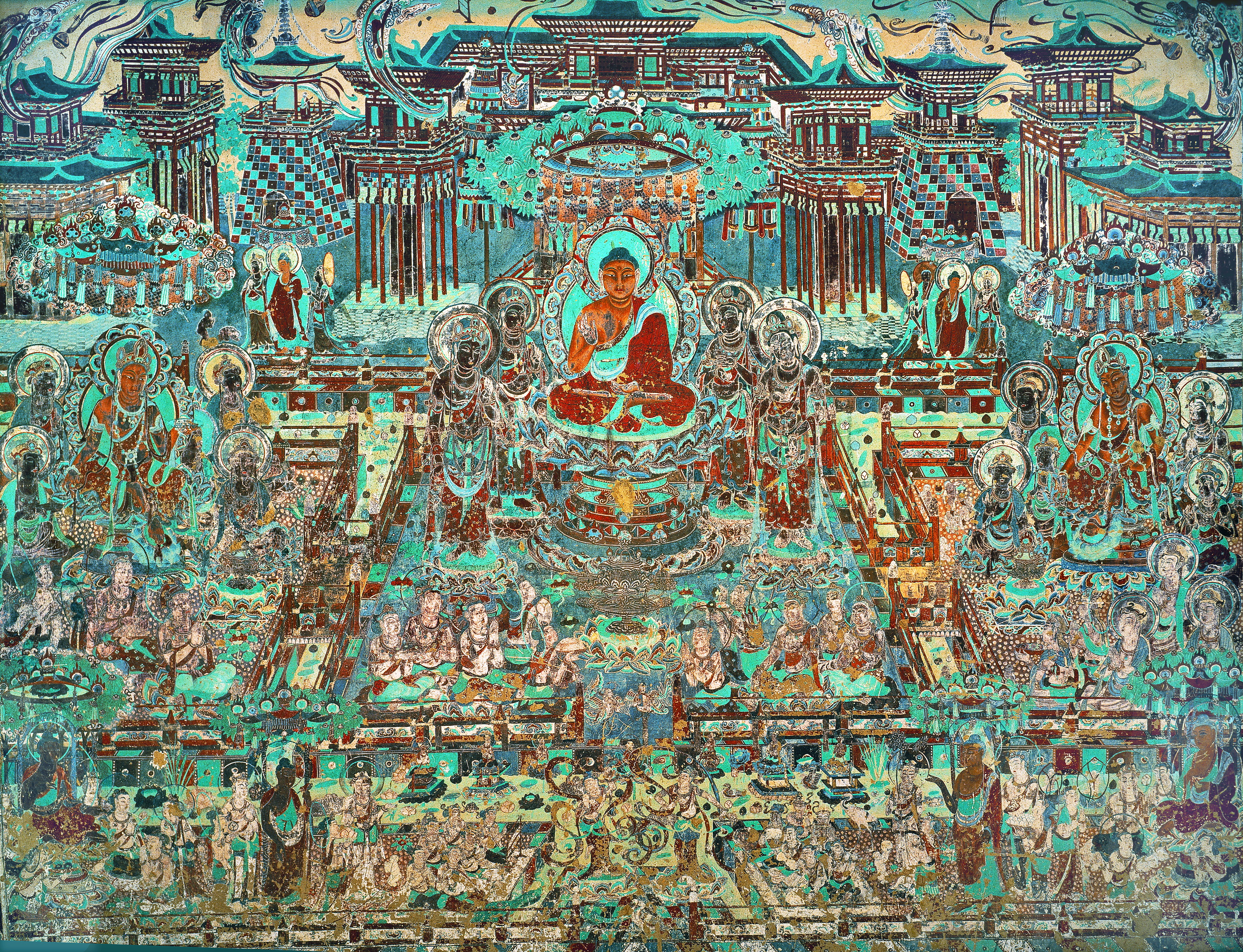
観無量寿経壁画　敦煌莫高窟第217窟　初唐（西暦600年頃） 阿弥陀浄土図は、中国絵画においては珍しいことに左右対称構図と透視画的遠近法が用いられた。仏教美術家の宮治昭は、観想の実践との関わりを指摘している[25]。

### 五代・宋

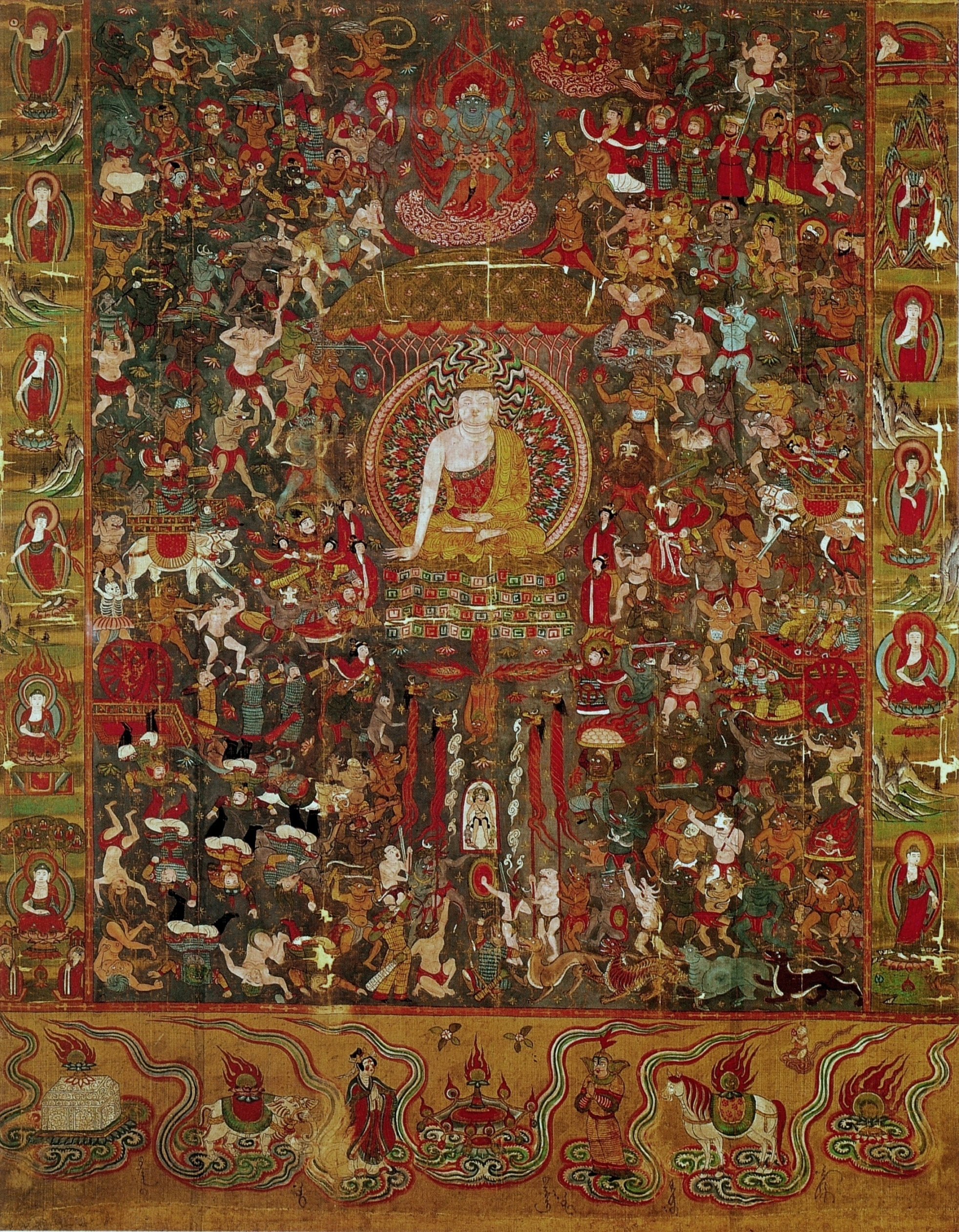
『降魔図』。五代十国時代（10世紀）。甘粛省敦煌出土。仏教壁画は当時の美的感覚ではなく、生活や軍事技術について知る資料ともなりうる。この作品では、仏陀の右上に描かれたマーラが火槍と擲弾で攻め立てている。

先に述べた「会昌の廃仏」と五代十国時代の顕徳年間に行われた仏教弾圧、また唐滅亡後の戦乱によってこの時代は仏教彫刻の衰退期と見做されることが多いが、実際には各地で名品と呼びうる作品が多く制作された。特に華南は戦争による混乱も少なく、後蜀・南唐・呉越・閩のように仏教を保護する国も多かった。
宋の時代に入ると、初代皇帝趙匡胤が成都で『大蔵経』を印刷させたように、国家から仏教に対する支援が盛んになった。諸宗のなかでも教勢の発展が著しかったのが禅宗と浄土教であった。また、この時代には、文人である士大夫層が武人に変わって政治の中心を占めていった。彼らは儒教を栄達のために修めていたものの、哲学・信仰の対象としては仏教、こと禅宗に帰依するものが多かった。このような状況から、墨跡・禅画・頂相といった、仏教美術の新たな流れが生まれていく。
中国禅を巡る芸術は、その担い手の多様性から、制作姿勢や美術の傾向にも異なった様式を生み出した。禅僧たちが修行や儀式のために頂相を制作した一方、在家・居士であった士大夫文人たちは（それが信仰心によるものであったにせよ）余技として禅故事を主題とした水墨画を描くことが多かった。さらに、南宋の梁楷のように、院体画家（宮廷画家）が仏画を描くこともあった。
禅僧たちの描いた禅画は、その教義ゆえに信仰の対象というよりも内面的な探求の手助けとするために描かれた。したがって、悟りの助けとなるならば画題に囚われずに描くようになり，絵の主題も、それまでの仏像や仏画が扱ったもの（菩薩や如来など）に留まらず、自然物や図形、神仙（道教）など多岐に渡るようになった。また、絵画表現においても新潮流が起こった。五代の道釈画家・石恪は、当時一般的であった細密な画風ではなく粗いタッチで仏画を描いたが、この画風は宋代の禅僧たちに受け継がれた。彼らは、モノクロームで活き活きとした筆致で悟りの衝撃を表現しようと試みた。
他方、石窟造営も盛んに行われた。北宋における造像の傾向としては、異民族との最前線であった北辺地域（現在の河北省・山西省・陝西省）で造営が盛んであった。制作された彫刻も、外敵の排除と現世・来世の安寧を祈願したものが多い。12世紀の始め、北方から侵攻してきた金によって華北を占領され、宋は靖康の変と呼ばれる屈辱的な敗北を経験する。南遷した宋王朝は南宋と呼ばれ、国土の半分以上を失ったものの、経済基盤は盤石であったことから、仏教石窟での造像は引き続き行われた。南宋時代には、大足の石窟群に数多くの仏像が遺された。人体表現においては北宋時代のものを概ね踏襲しながらも、顔つきはやや面長で肉付きが増し、体型も流麗さを残しながらもボリュームを湛えている点で以前のものと異なっている。
12世紀、南宋の朱熹が主動した宋明理学の台頭によって、禅僧の画家は多くの批判に晒された。くわえて、後代の中国では文人画が尊ばれ、仏教絵画や院体画は相対的に低く見られるようになる。結果として、禅画の作品の一部は「水墨画」として鎌倉時代の日本に渡ったが、新たな文人画の流れが登場する南宋以降の中国では次第に衰退していく。

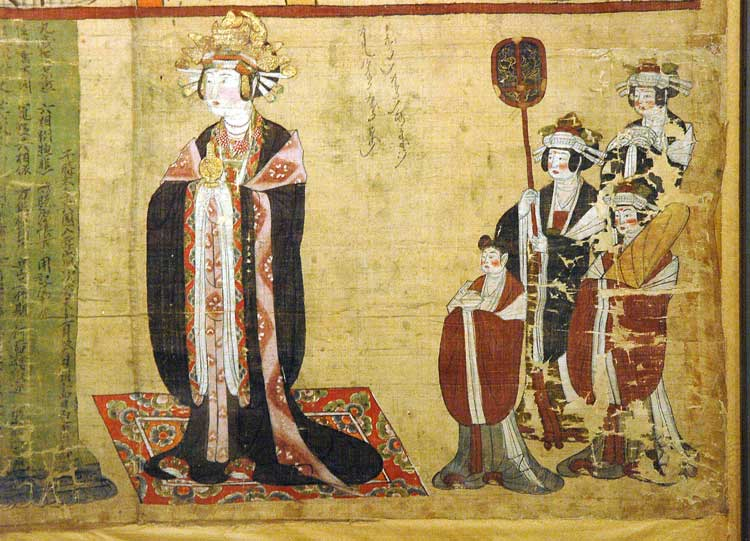
莫高窟第17窟（蔵経洞）　布施者　983年（宋太平興国八年）　ギメ東洋美術館蔵　莫高窟内部の壁画には、制作を依頼した人物の関係者が描かれる例が見られる。
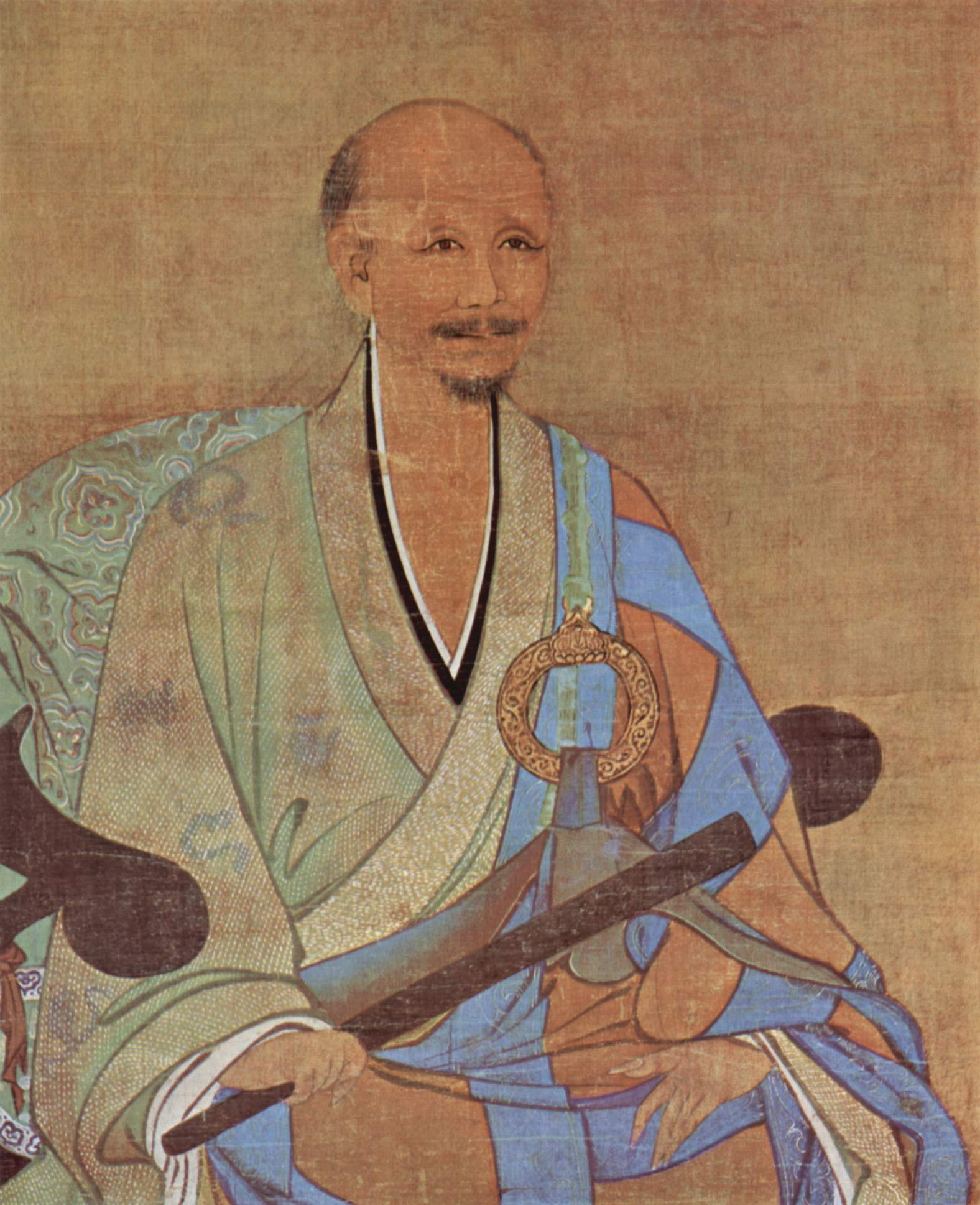
無準師範像。南宋、嘉熙2年（1238年）　京都東福寺蔵　院体画の影響を受けている。禅僧の画家は、「簡筆画」と呼ばれるシンプルかつダイナミックな描き方を人物画に取り込む過程で重要な役割を果たした。
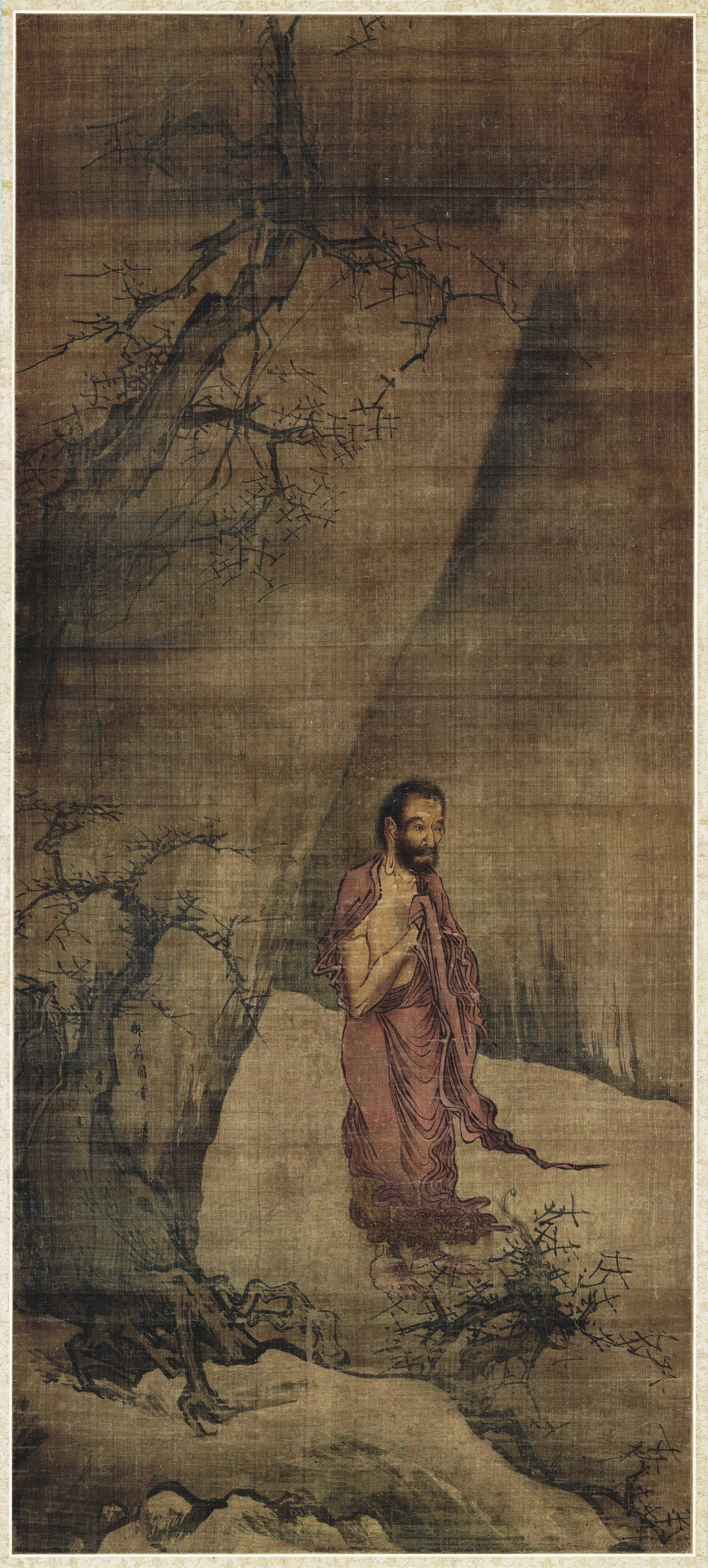
『出山釈迦図』　南宋時代（13世紀）　梁楷筆　悟りを得られず山を出る釈迦が、精細で写実的な筆致で描かれている[29]。
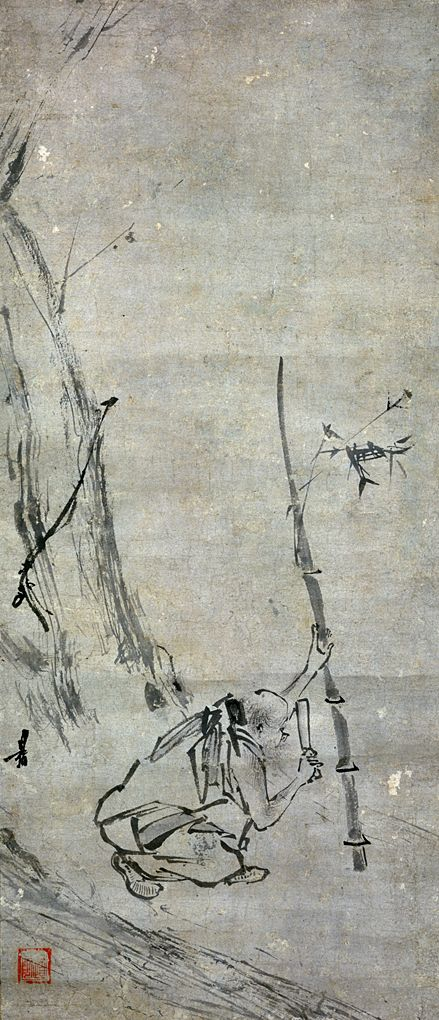
『六祖截竹図』　梁楷筆　南宗の祖、慧能を描いた作品。左の『出山釈迦図』と異なり、「減筆体」というシンプルかつダイナミックな筆法で描かれている[37]。
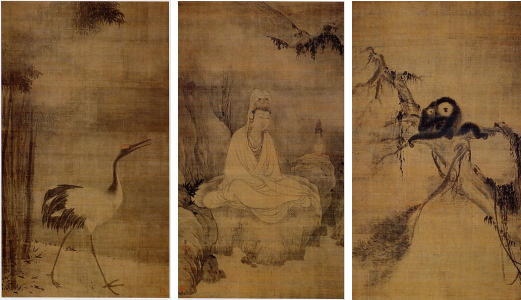
『観音猿鶴図』　牧谿筆　京都大徳寺蔵　南宋（13世紀）　牧谿は無準師範の弟子であった。
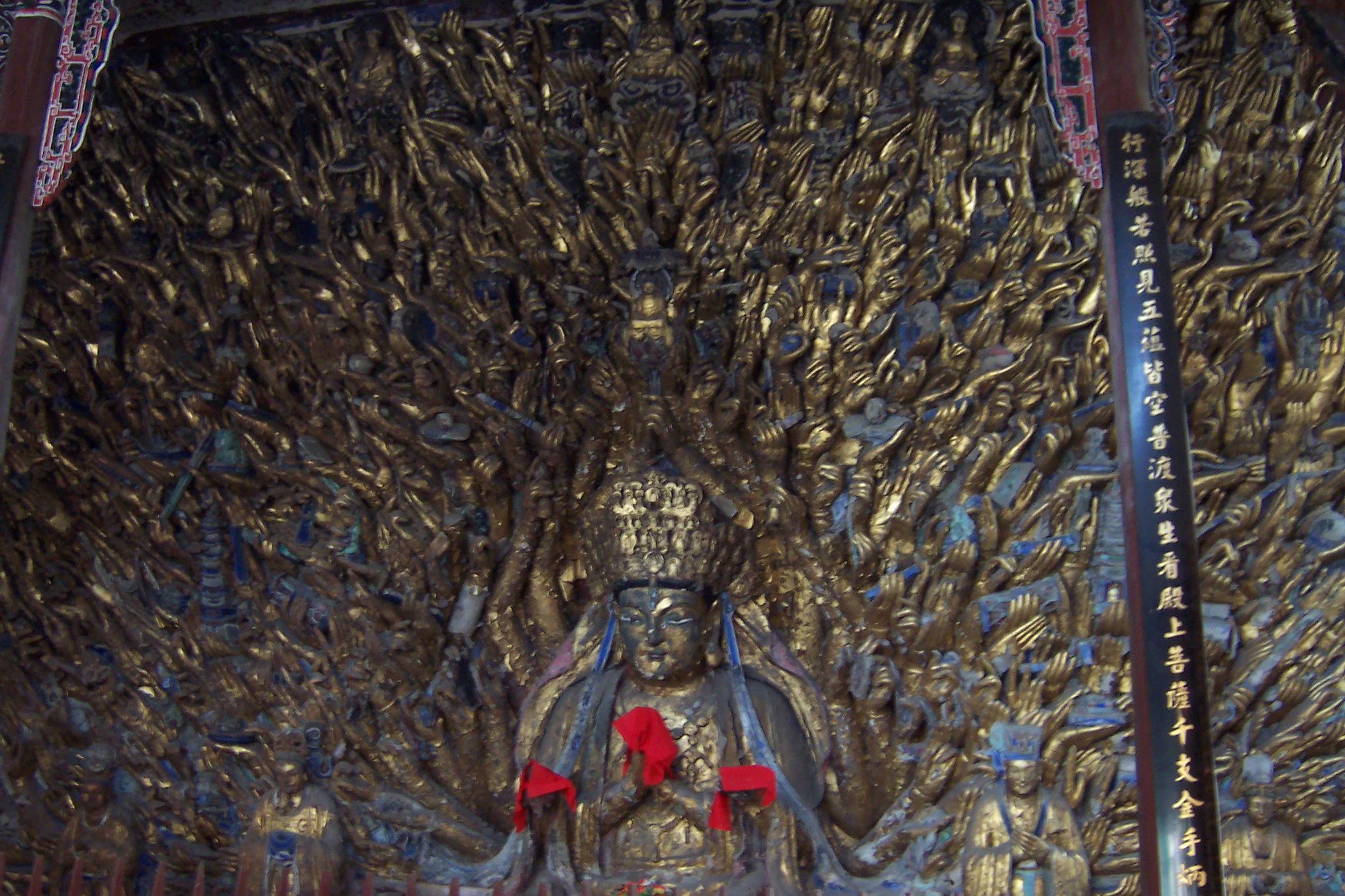
千手觀音像　宝頂山摩崖石刻（中国語版）（重慶市、大足石窟の一つ）　宝頂山の石窟は南宋の密教僧、趙智鳳によって拓かれ、七十年ほどかけて完成した。漢伝密教の美術であるとともに、禅宗・儒教の思想も表現されている[38]。

### 遼・西夏・金・大理
唐の衰退が決定的となると、羈縻政策の影響下にあった周辺民族は自立した。彼らは中原の勢力との対立を繰り広げながら、漢族とは異なった独自の文化を形成した。その一方で、遼や西夏、さらには遼から独立した金といった、宋と対峙したこれらの王国は、唐代に広まった仏教を信仰していた。
916年に成立した遼（契丹族）は、契丹文化と漢文化を同時に保持した二元体制を敷いていたが、12世紀初めに滅亡するまで仏教に対する信仰は篤かった。遼代の仏像美術は、唐の造像文化と華厳と密教をはじめとする五台山信仰の影響に彩られており、特に初期においては北宋とは異なった仏教文化が栄えた。11世紀、北宋との間に澶淵の盟が成ると、徐々に中国からの影響も受けるようになる。遼の仏像は一般的に、唐代に見られる、落ち着いた胴体に対して動きのあるプロポーションというスタイルを受け継いでいる。しかしながら、身体的には平坦な印象を与え、時代を下るにつれて脱力した柔らかい様式になっていった。
西夏（タングート族）は、初期には中国からの仏教吸収に努めたが、後期にはチベット仏教の力が強まった。また、西夏が河西回廊を掌握して以降は、莫高窟に代わって楡林窟の造営が盛んに行われるようになる。楡林窟の壁画には、宋代からの山水画の要素や、明代に成立した『西遊記』の原型となったとされる、三蔵法師が猴（孫悟空）や馬を従えているモティーフを見ることができる。
金は、遼に反旗を翻した女真族によって建国され、宋と結んでこれを滅ぼした。金の仏教美術は、基本的には北宋・遼の文化を継承したものだった。ただ、洪福寺（山西省定襄県）や崇福寺（山西省朔州市）の例にみられるように、元・明・清を経て今に遺る仏教寺院の基盤となった寺院も多い。また、遼との違いとして、金は道教や儒教に対し容認的であったので三教に由来する美術品が同じ工房で制作されることもあり、それゆえに元代以降の仏教美術（天部など）と道教美術双方に影響を残した。

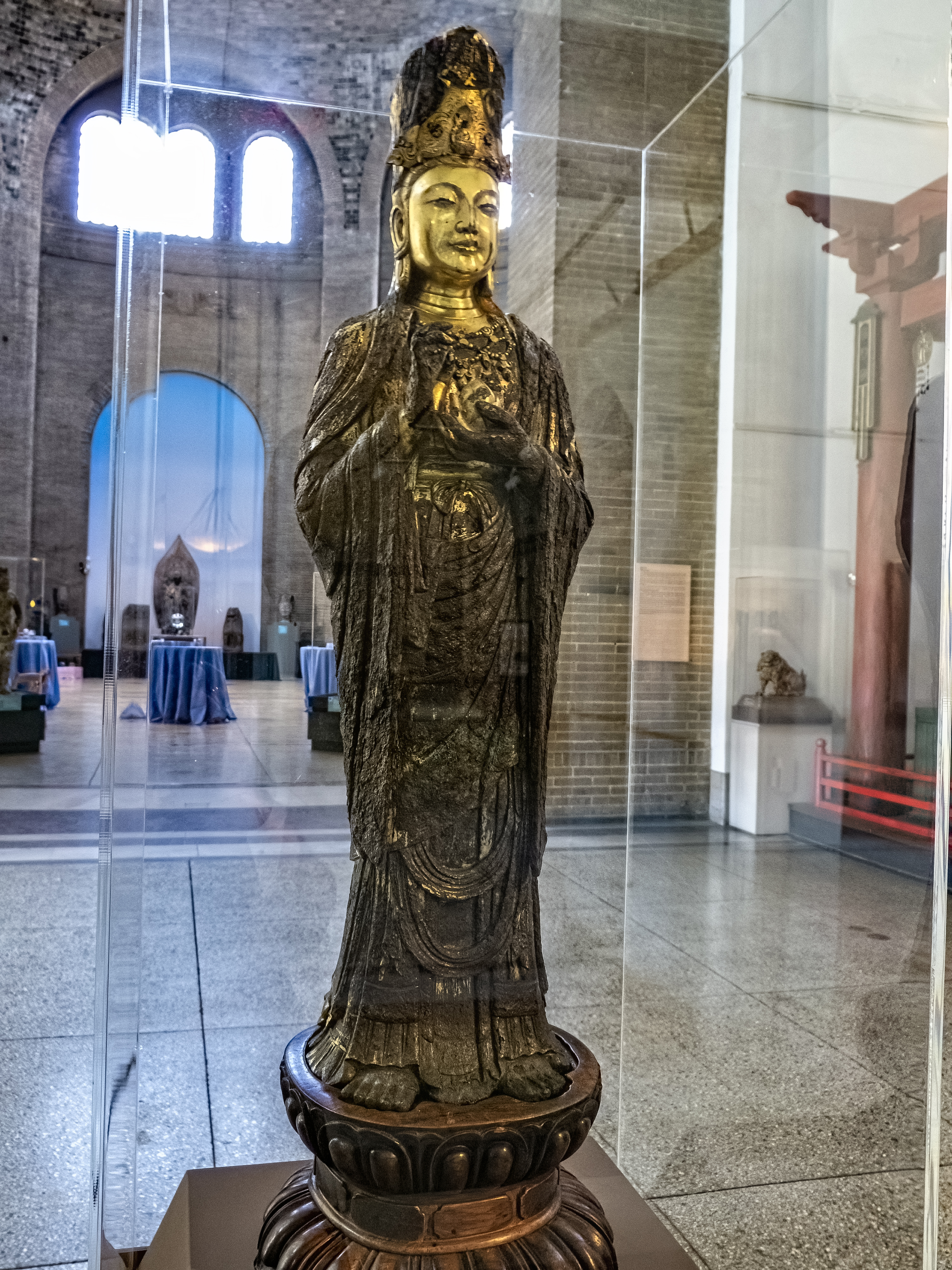
観音菩薩立像[43]　10世紀　金銅　遼代前期　ペン博物館蔵　1918年に奉天市（現在の瀋陽市）近郊の川で発見。冠正面には阿弥陀如来が表されている。
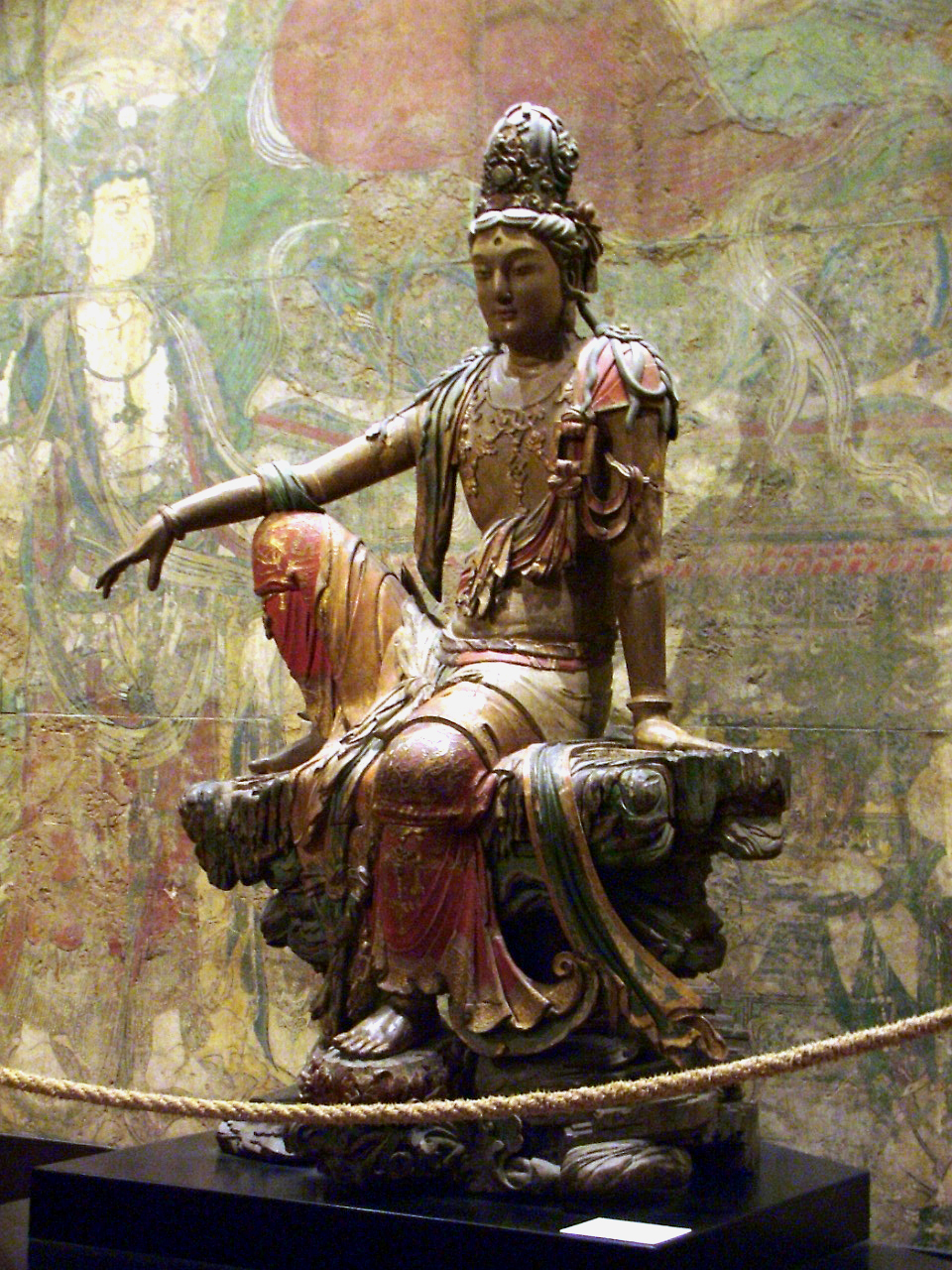
水月観音[注釈 7] 像　遼代後期（11世紀-12世紀）　木造　カンザスシティ、ネルソン・アトキンス美術館蔵　水月観音の作例は宋から元にかけて多い。
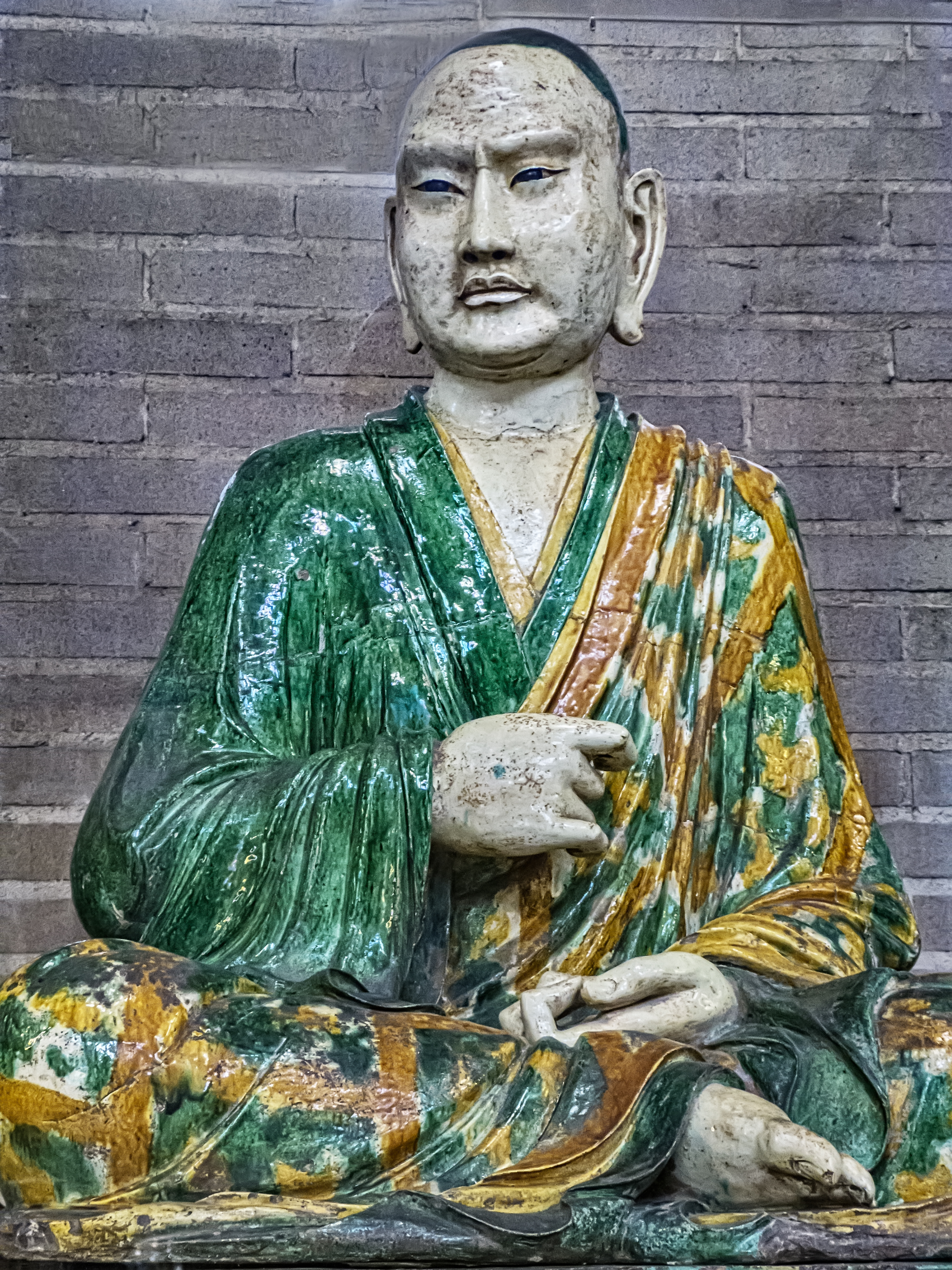
阿羅漢坐像　唐三彩　遼から金（10世紀-13世紀）[44]　河北省、易県で出土　ペン博物館蔵
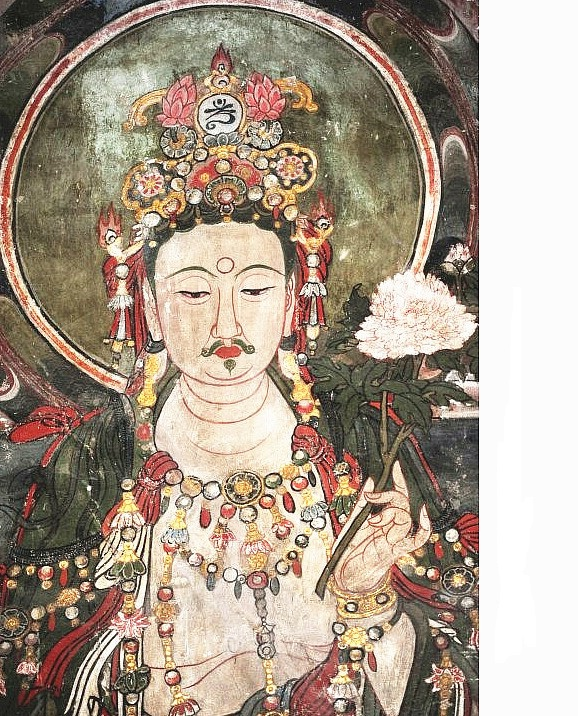
崇福寺のフレスコ　　金代（1115年-1234年）　山西省、朔州市
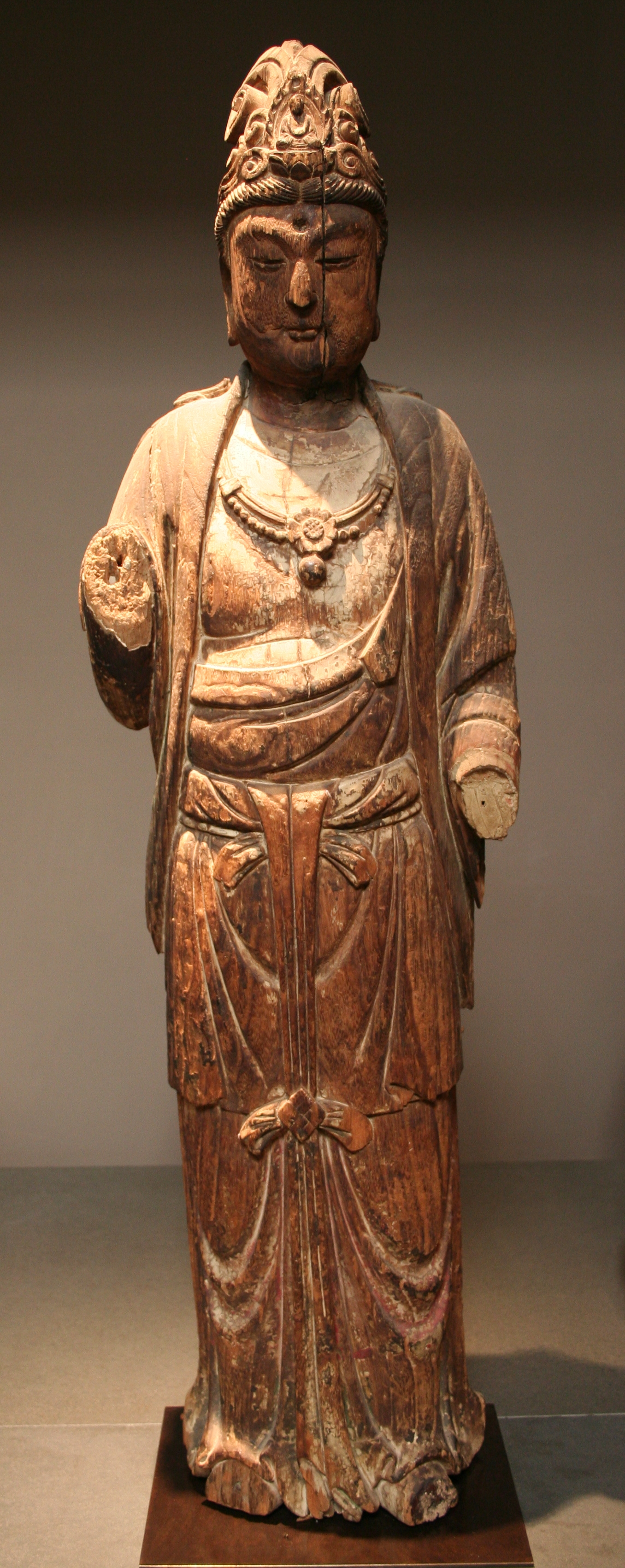
観音菩薩像　金代　木造　パリ、セルヌスキ美術館（英語版、フランス語版）蔵
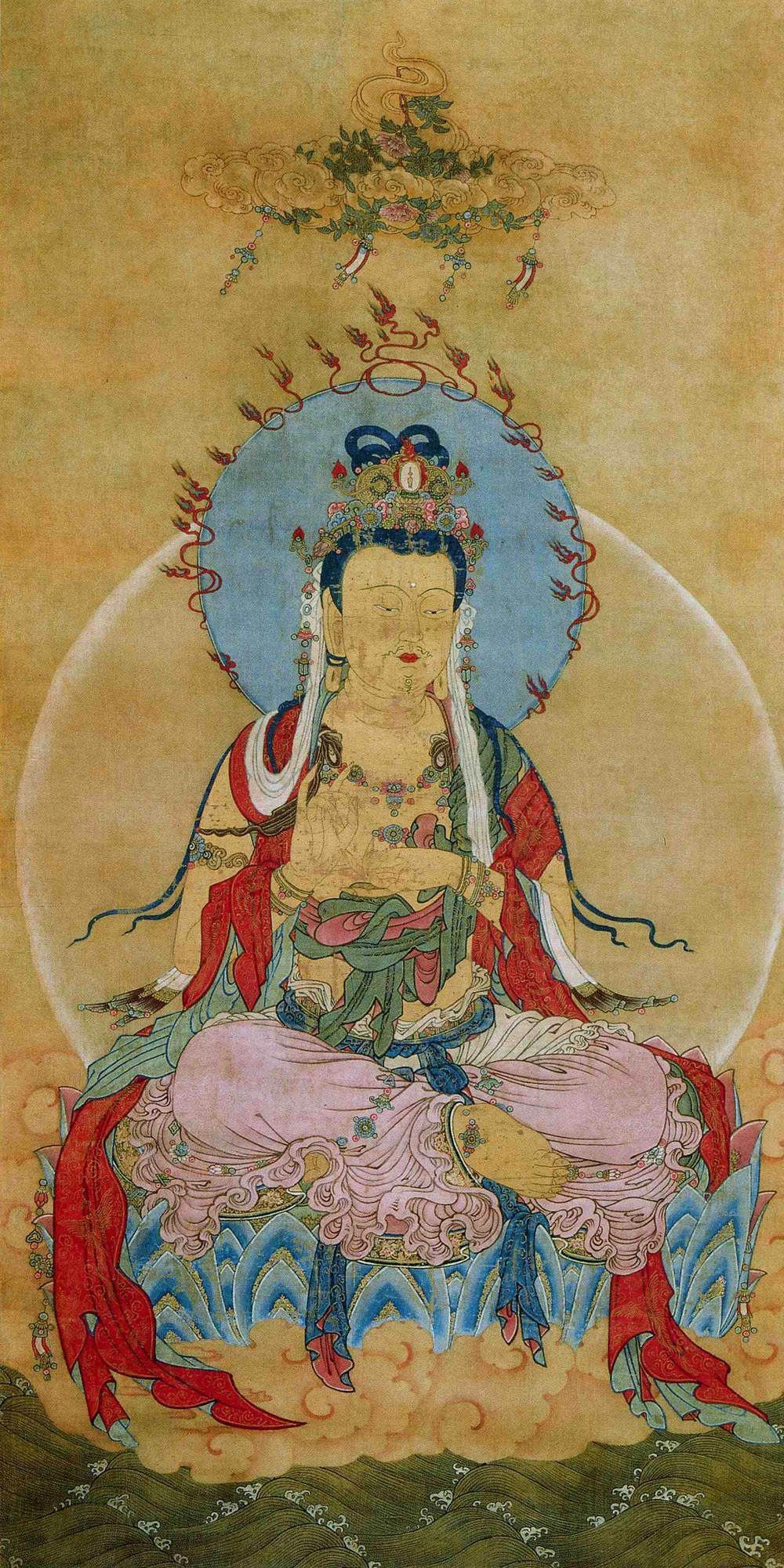
『勢至菩薩』　西夏、13世紀　エルミタージュ美術館蔵
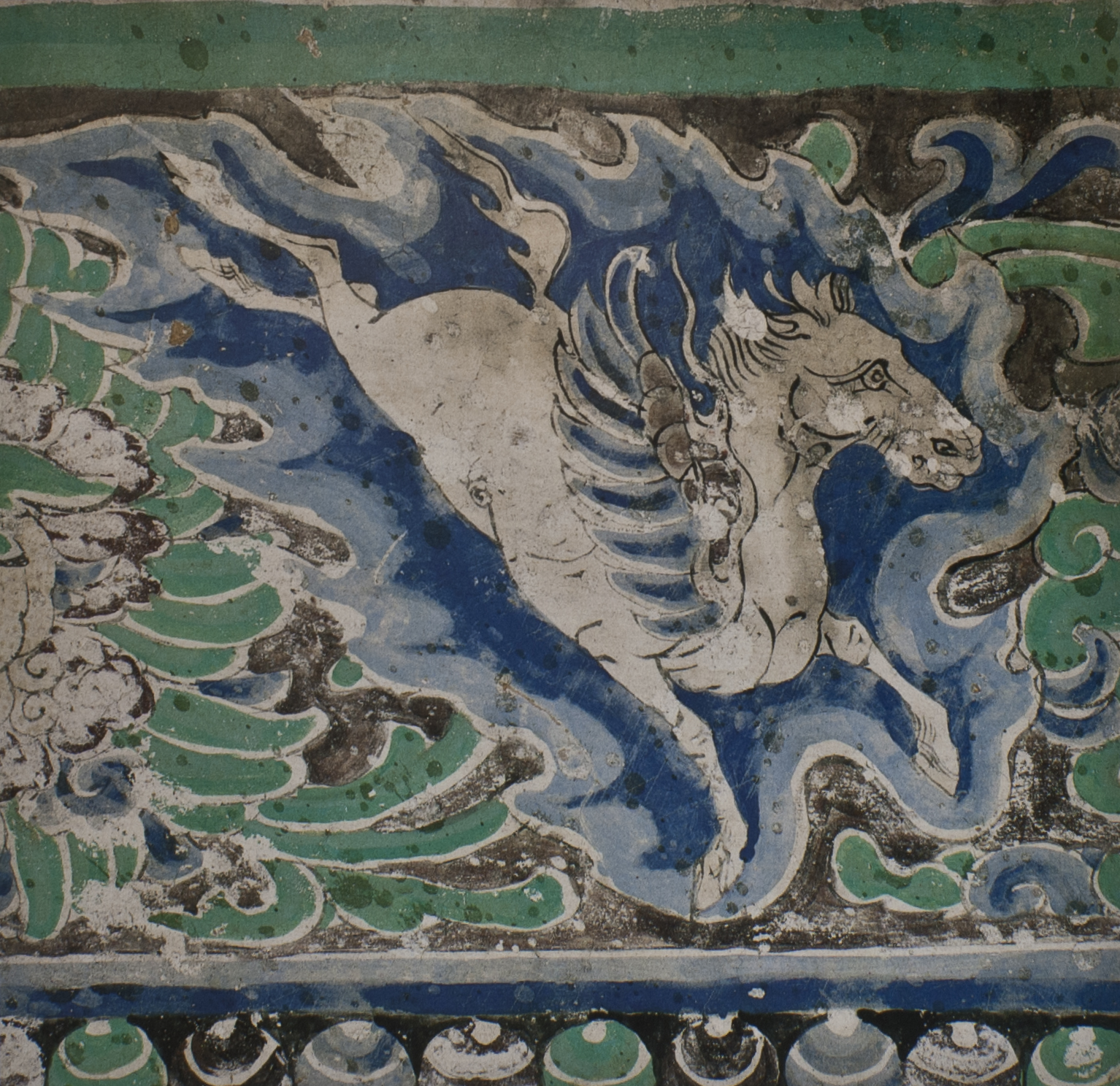
『天馬像』　楡林窟第10窟　西夏、元代と清代に修復[45][46]。
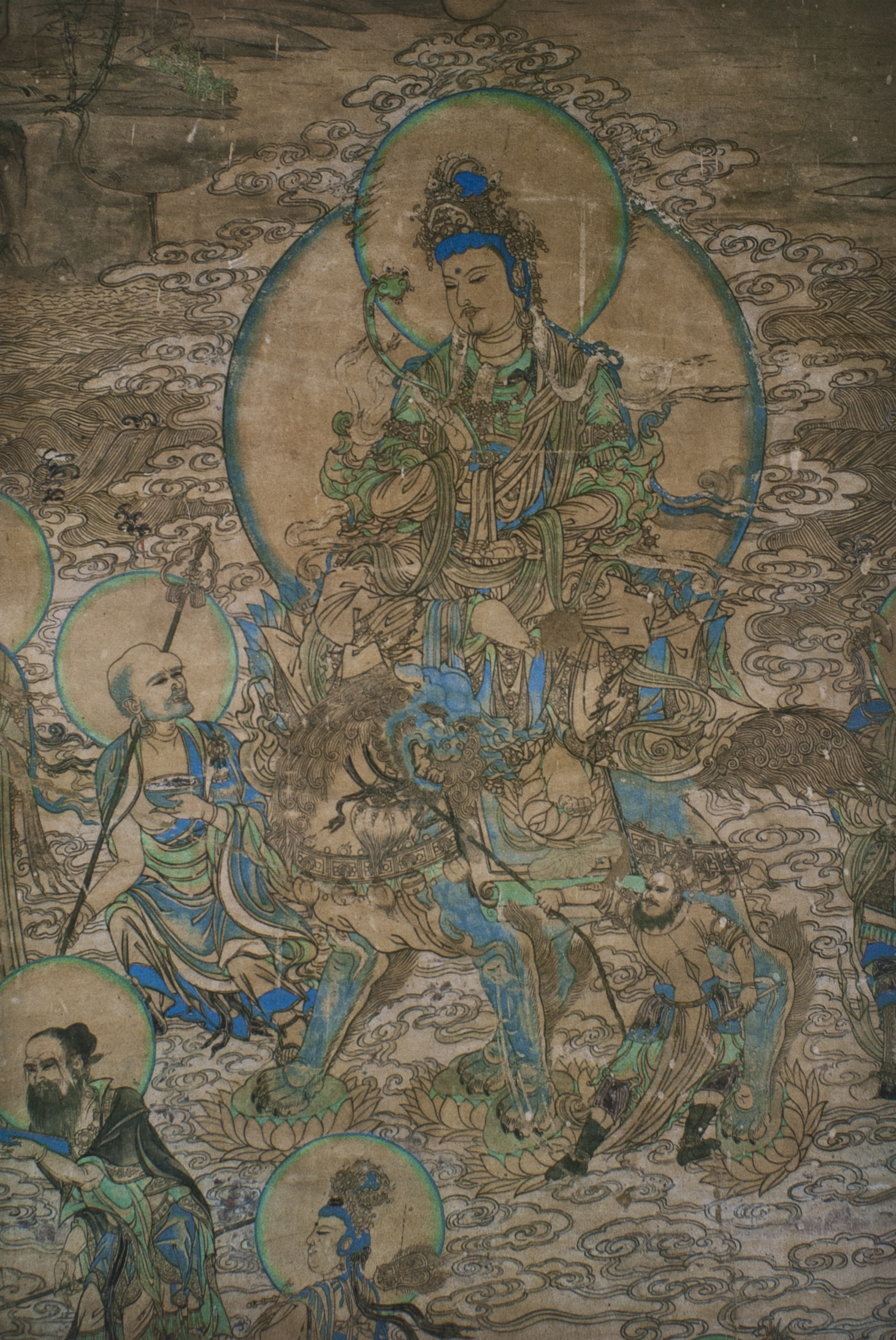
『文殊菩薩騎獅像』　楡林窟第3窟　西夏
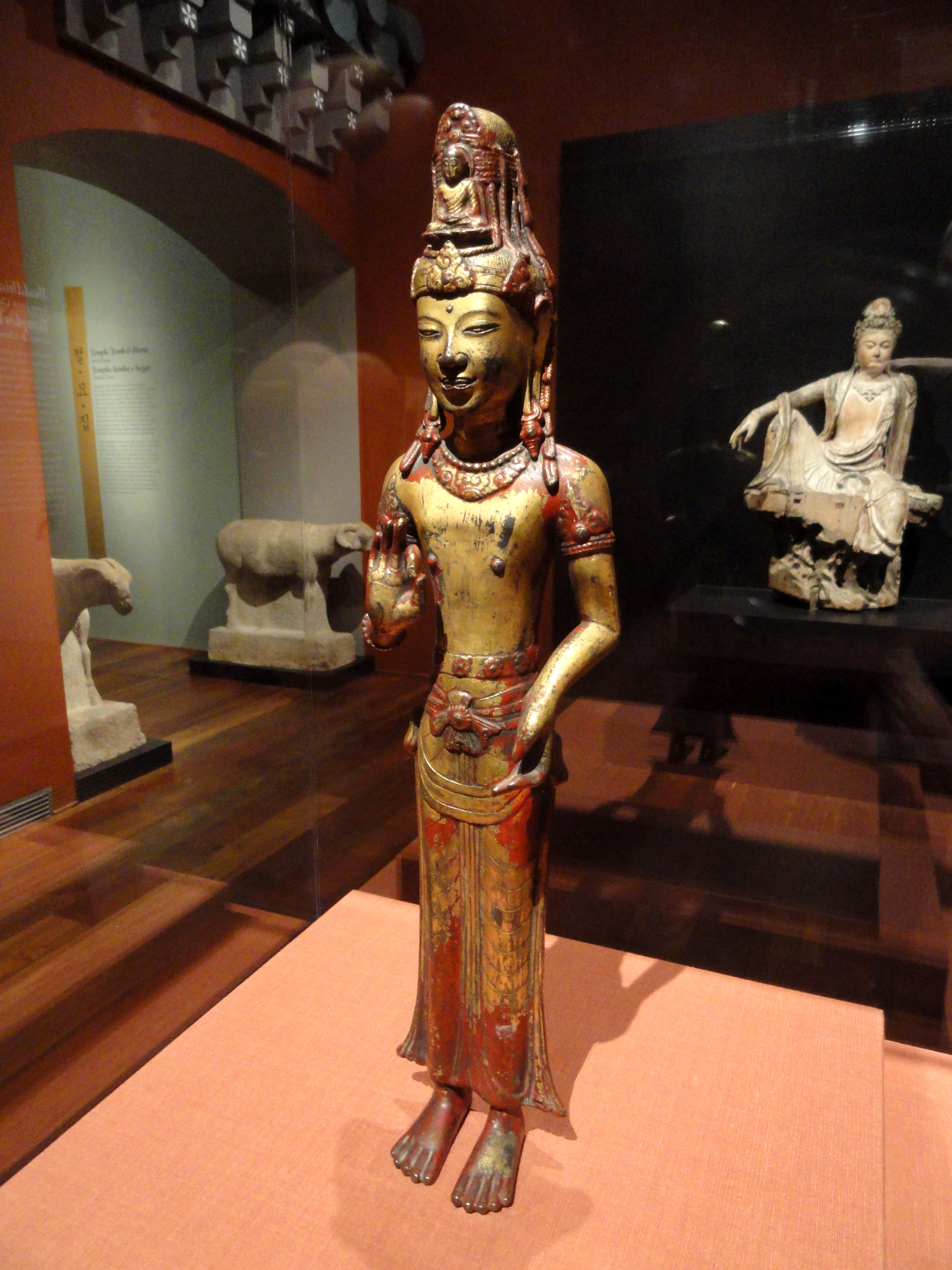
観音菩薩立像　段正興の勅により制作（1147年から1172年）　大理国　サンディエゴ美術館（英語版）蔵
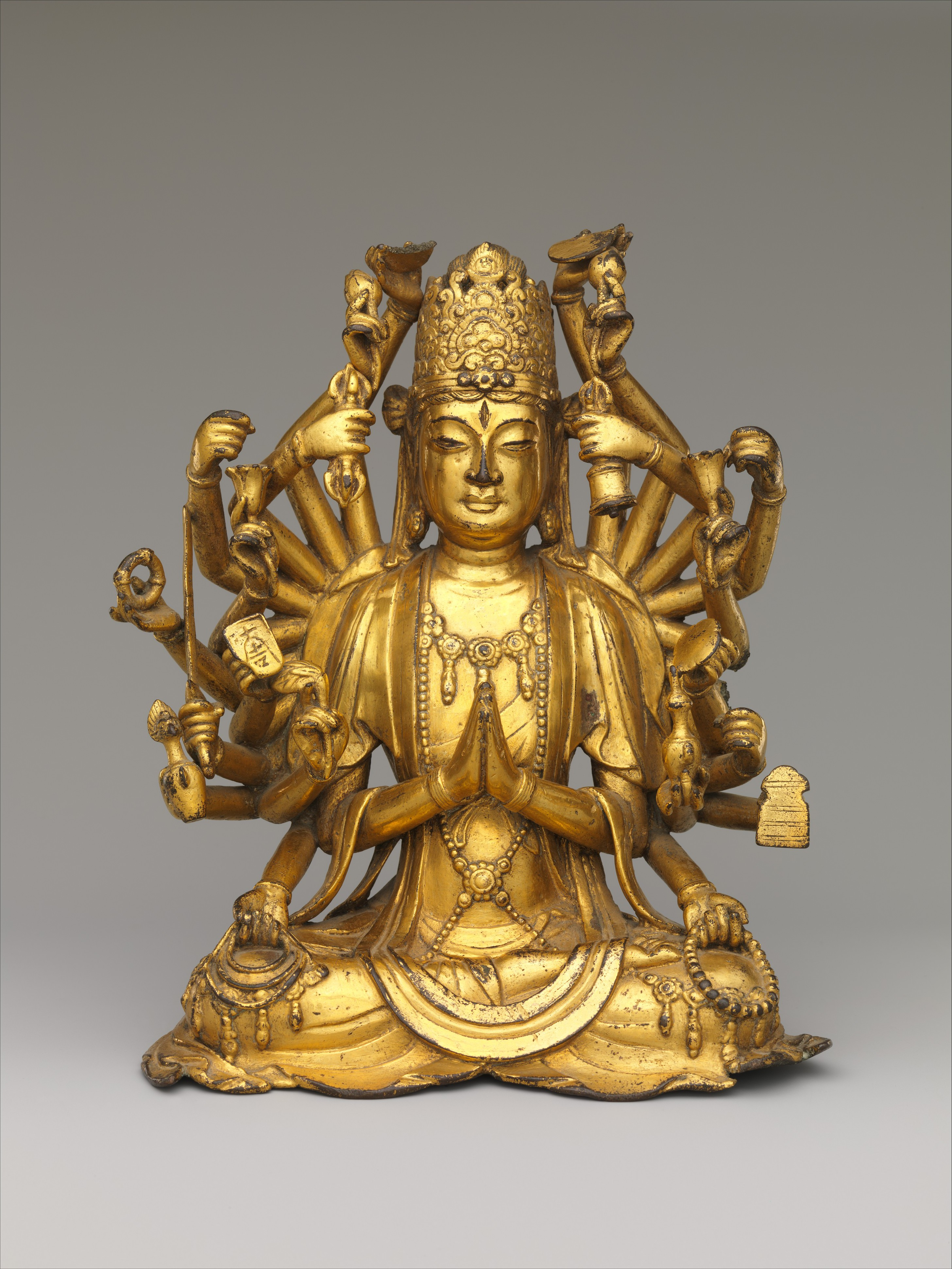
青銅鎏金千手千眼觀音菩薩像　11世紀から12世紀　大理国　メトロポリタン美術館蔵
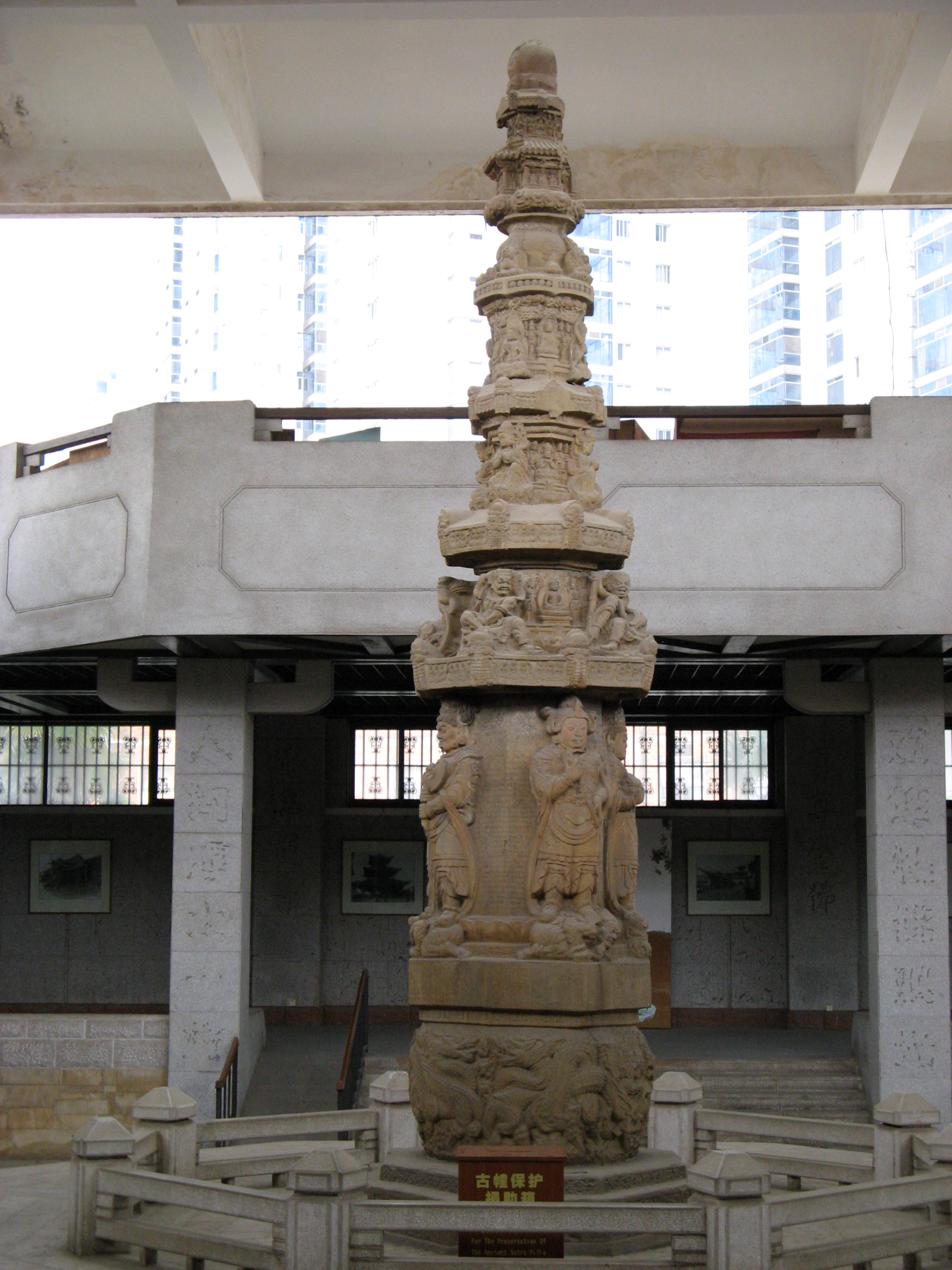
地藏寺経幢（中国語版）　雲南省昆明市昆明市博物館（英語版） 大理国、1200年代から1220年代頃

### 元・明・清

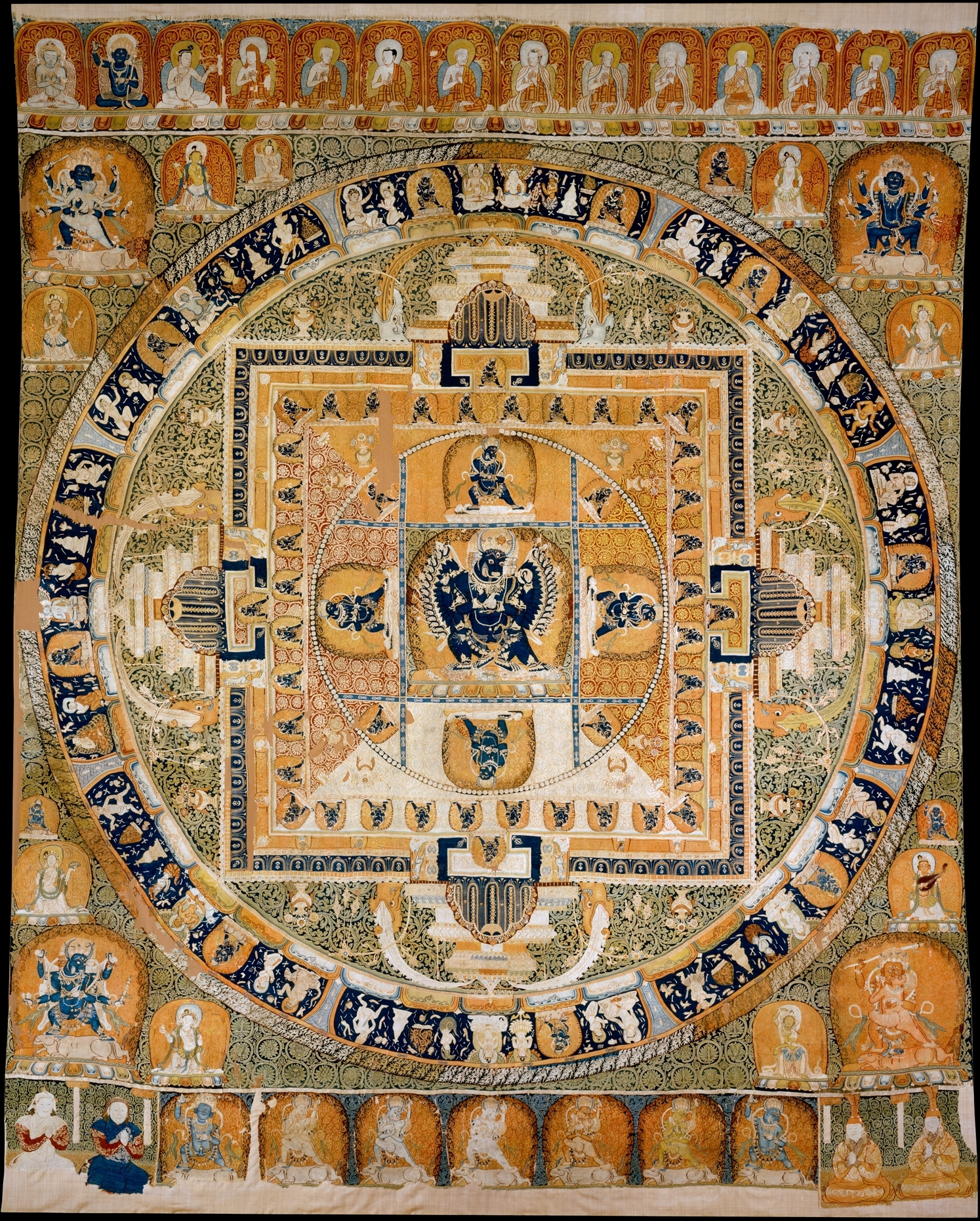
『大威徳明王曼荼羅』　元、天暦(1328年-1330年)年間　メトロポリタン美術館蔵

13世紀初頭、モンゴル高原を制しこの地の諸部族をまとめ上げたモンゴル部は、金を滅ぼし中国華北を征服。国号を元とし、南宋を平らげここに中国全土を統一した。これにより、中国においてチベット仏教系の美術が制作されるようになった。特筆すべきは、中国本土においてチベット仏教の尊格の金銅仏が作られるようになったことである。この流れは、続く明や清でも続いた。『元代画塑記』（『経世大典』の一部）は、ネパールの仏工阿尼哥（アルニコ）とその弟子の劉元が数多くの仏像制作に携わっていたと言及しており、特に劉元は梵像（チベット系仏像）と道教美術の制作にも携わっていたとしている。このことから、この時代の工房では、漢像と梵像の両形式の制作だけではなく、宗教を超えて道教とも相互に直に影響を与えあう関係にあったことがうかがえる。
14世紀、明が漢族の朱元璋はよって興され、元はモンゴル高原へと放逐された。明初期においては、チベット仏教への弾圧が行われたが、のちには仏教保護政策に転換し、チベット仏教と中国仏教の交流も進んだ。この時代の石造美術に名品は少ないが、塑造や銅造といった粘塑素材を扱ったものには優れたものが見られる。現存する遺構は以下のものが挙げられる：
- 大慧寺
- 双林寺
- 五台山殊像寺「騎獅文殊菩薩像」
- 広勝寺

また、この時代以降に現存する作例として、乾漆造、鉄造がある。

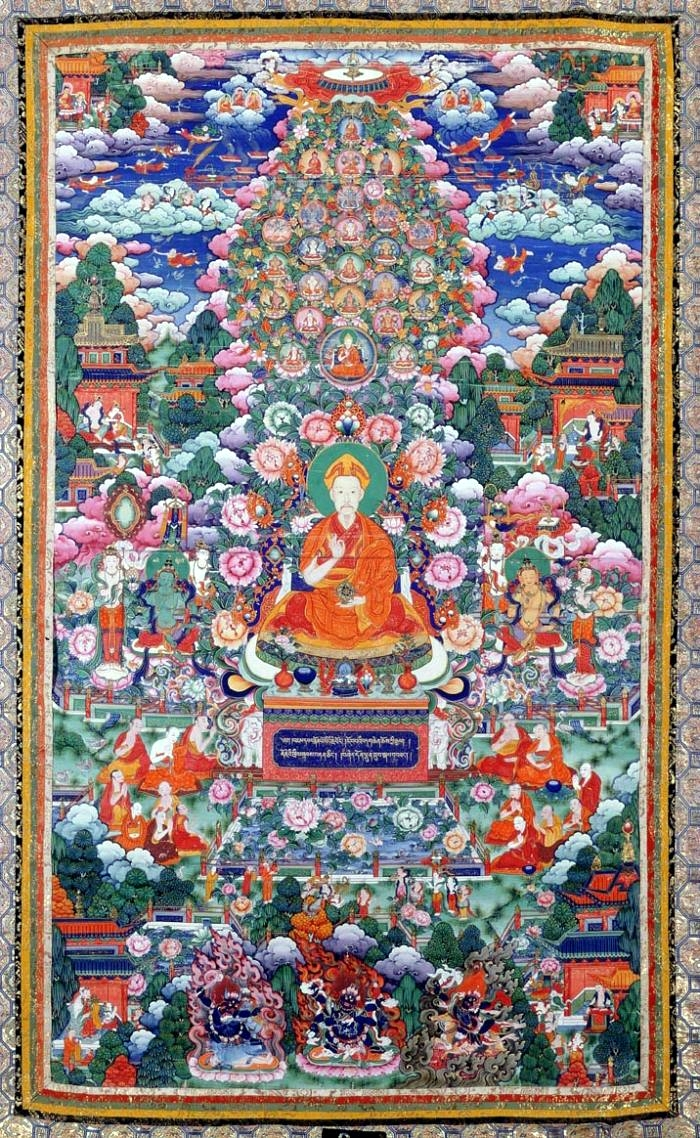
『乾隆帝僧形図』　清、乾隆23年（1758年）頃　北京、故宮博物院蔵

16世紀末、明から自立した満州（現在の中国東北部）の女真族国家、後金は、国号を清と改め17世紀にかけて中国統治を完成させた。歴代の皇帝たちは、政治的および個人的な動機で仏教を保護した。順治帝は禅に傾倒したものの、彼の後継者である康熙帝は父祖からの信仰であったチベット仏教を推進し、文殊皇帝を自称した 。しかし、仏教に対する清朝の後援が最高潮に達したのは乾隆帝の治世でのことだった。彼は膨大な数のチベット様式の宗教的作品を制作させ、その多くは彼を僧形で描いている 。さらに、乾隆帝は造営者でもあった。1744年、彼は自身の生家でもあった雍和宮（北京）をチベット仏教の僧院として改装させ、仏画、仏像、織物、石碑を寄進した 。また、須弥福寿之廟（承徳市）とその中に収められた品々は、乾隆帝によって成された、中国におけるチベット仏教様式の受容のひとつの完成形といえる。
1795年に乾隆帝が退位したのち、宮廷でのチベット仏教の隆盛は陰りを見せる。過去の研究では、清の歴代皇帝によるチベット仏教保護策の背後にあった動機は、主に内政的なものであり、満州、モンゴル、チベットとの結びつきを強化する手段に過ぎなかったと解釈されてきたが、近年の研究ではこの考え方は批判的に検討されている。
清代に制作された仏教美術は、チベット様式と中国様式の特異な融合をみせた。図像や構図においてはチベット的なアプローチが取られる一方、装飾面（雲や装束）においては中国らしさが際立っている。 また、碑文は多くの場合、中国語、満州語、チベット語、モンゴル語、サンスクリット語など多言語で併記された。絵画は鮮やかで刺激的な色彩で描かれていることが多い 。

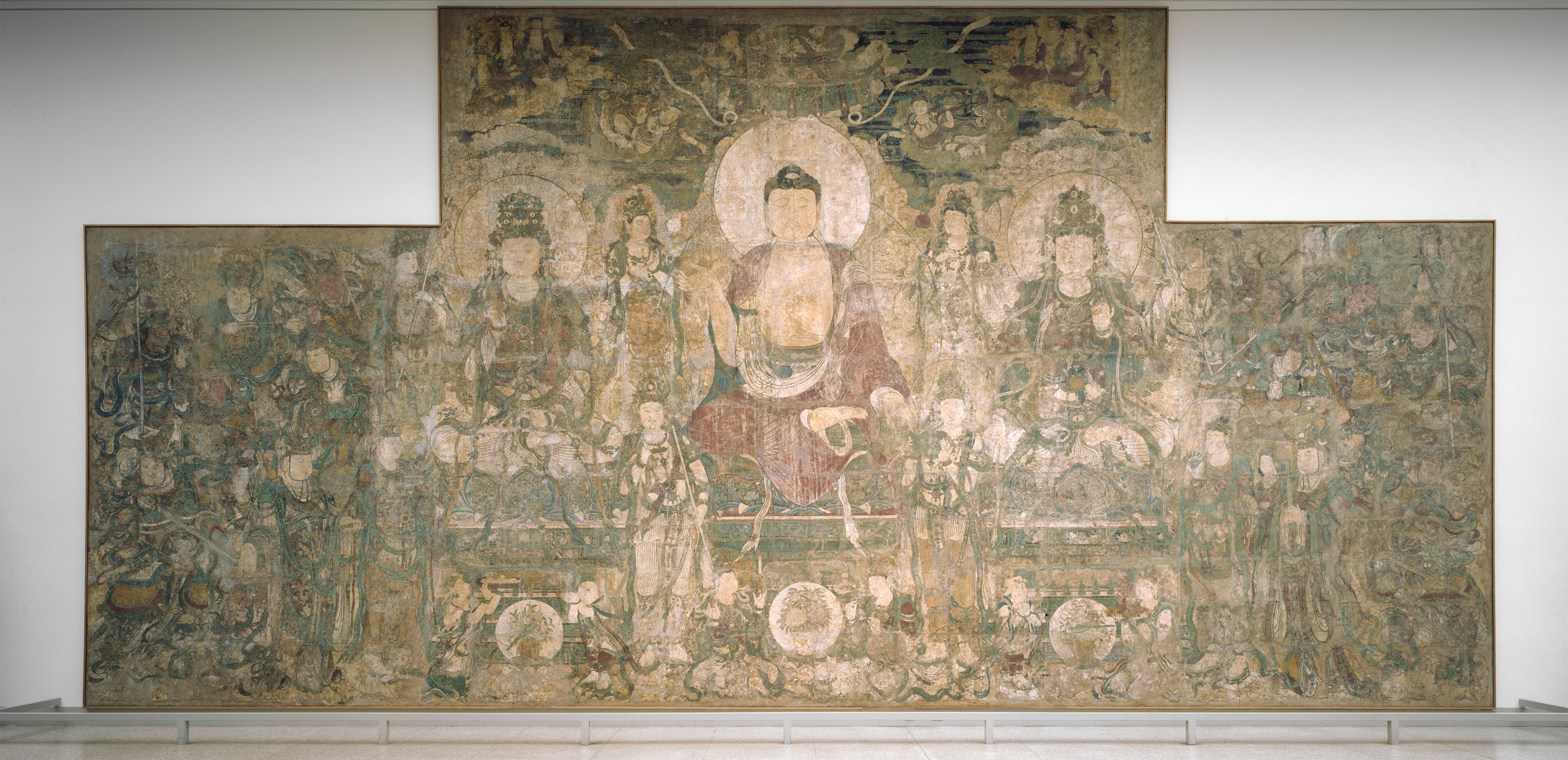
薬師佛　広勝下寺壁画　1319年頃（元代）　メトロポリタン美術館所蔵
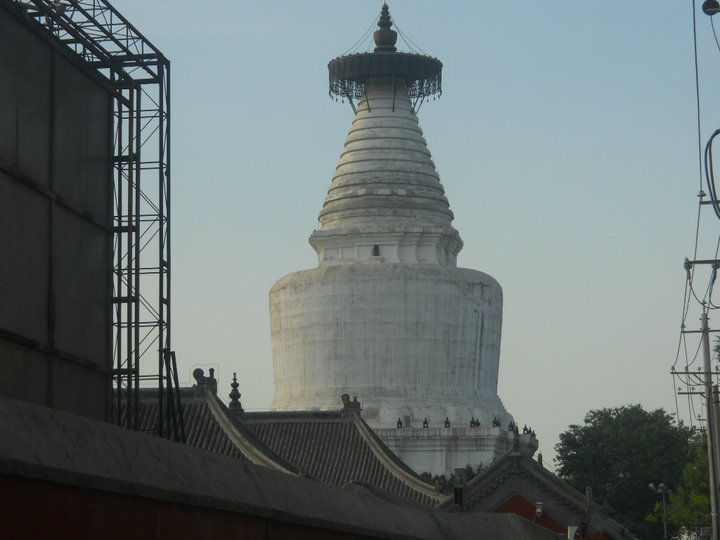
妙応寺（英語版）白塔　至元16年（1279年）創建　全高50m　中国本土に建設された最初のラマ塔。ネパール王族の出身であるアルニカの指導の元で建立が行われた。
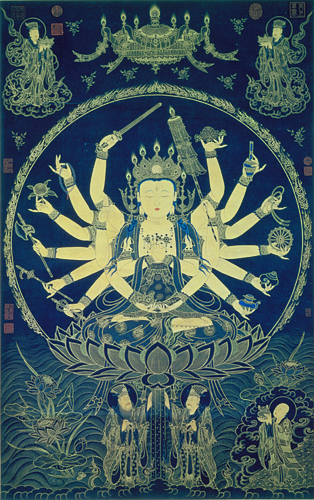
准胝観音像　明代
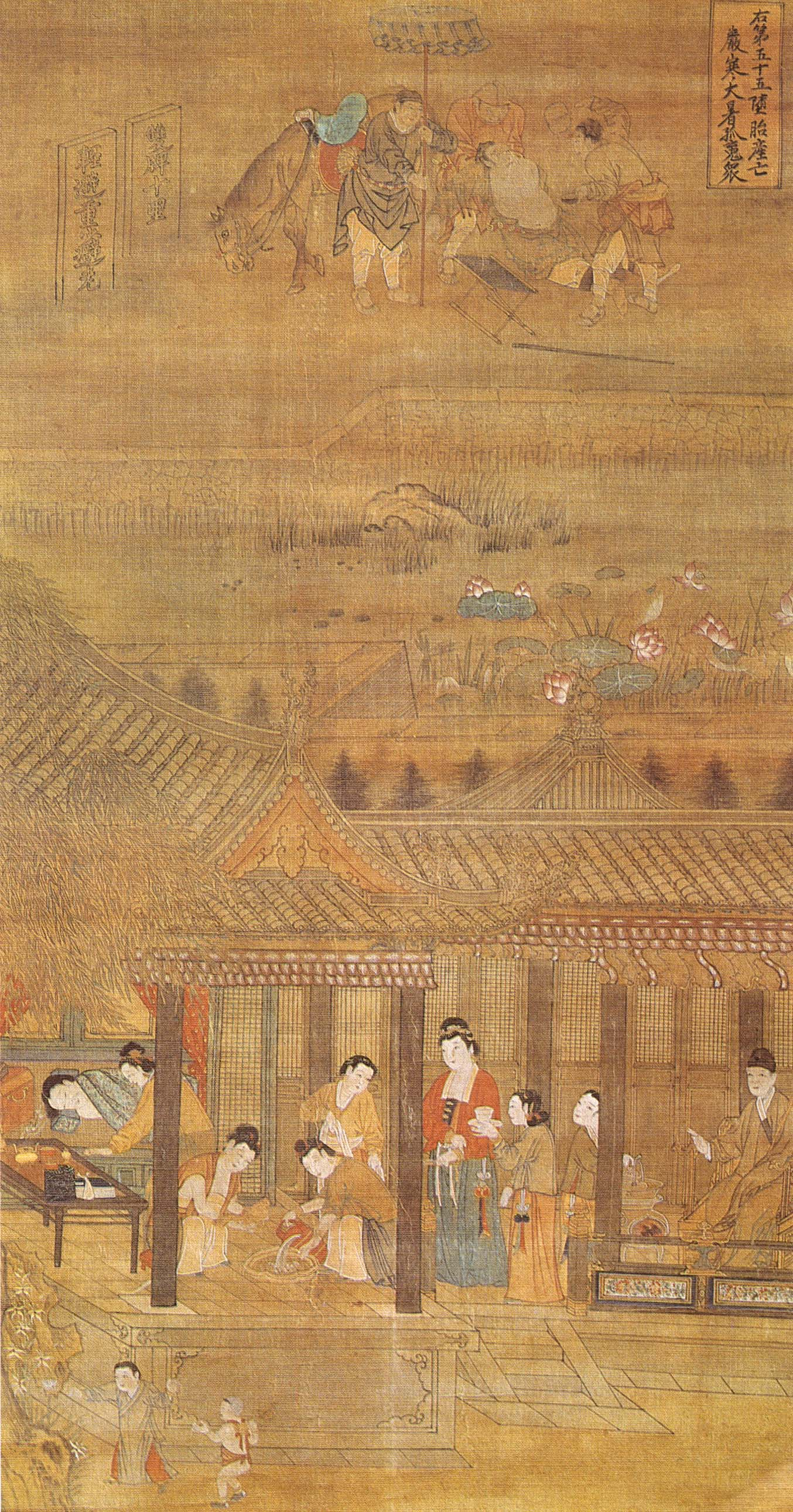
『墮胎產亡嚴寒大暑孤魂眾』水陸画の一幅　明代　水陸画（英語版）とは三教の価値観を反映した宗教画で、仏教・道教の諸神の力によって餓鬼道に堕ちた人々を救済することを目的とした水陸法会に用いられた[55][56]。
黄檗宗頂相　17世紀（清代）　クリーブランド美術館[57] 蔵　最上段の僧侶は隠元隆琦であると判明しているが、全ての僧侶が同定されているわけではない。
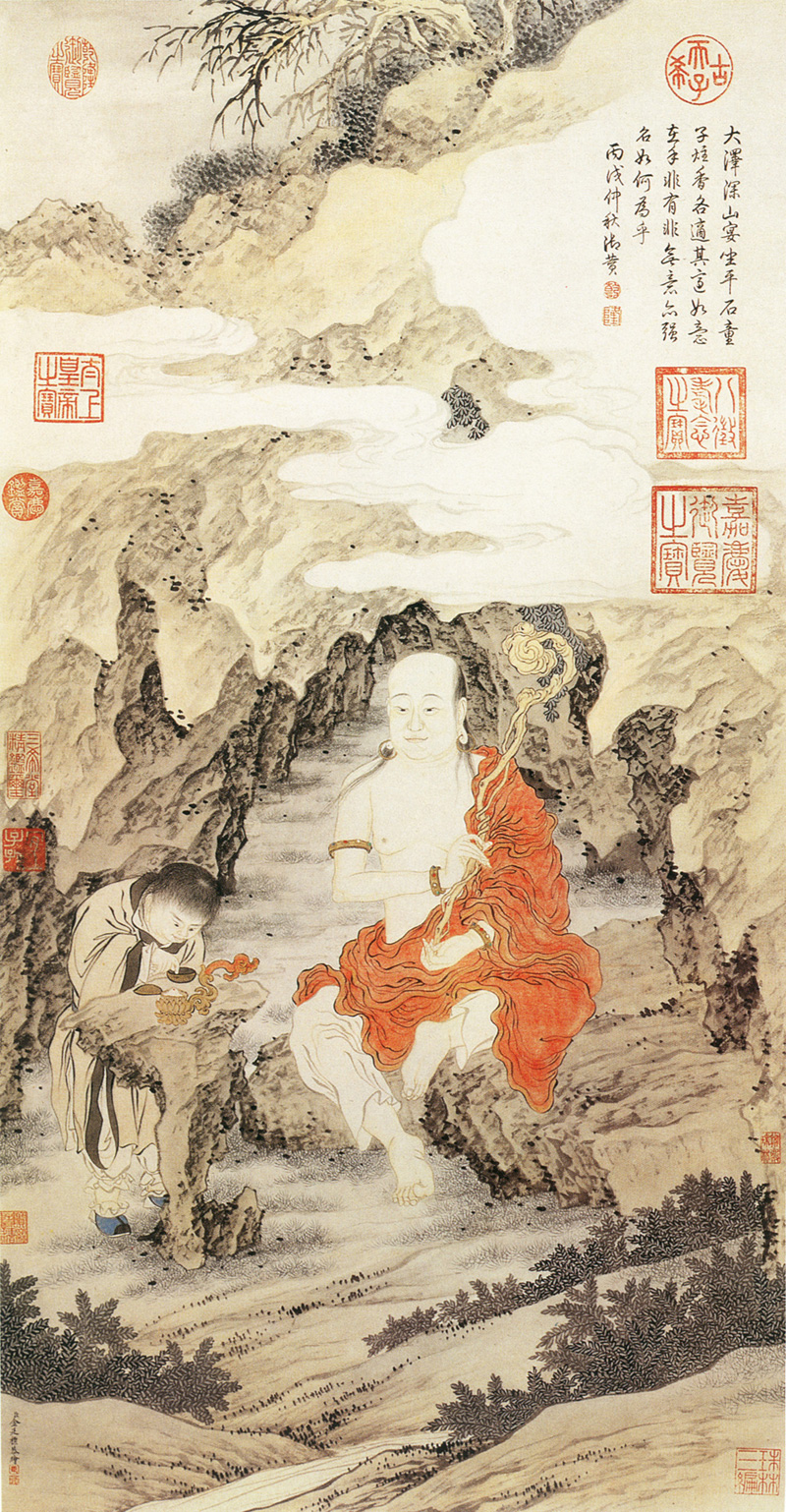
『羅漢図』　金廷標画　清代（18世紀）
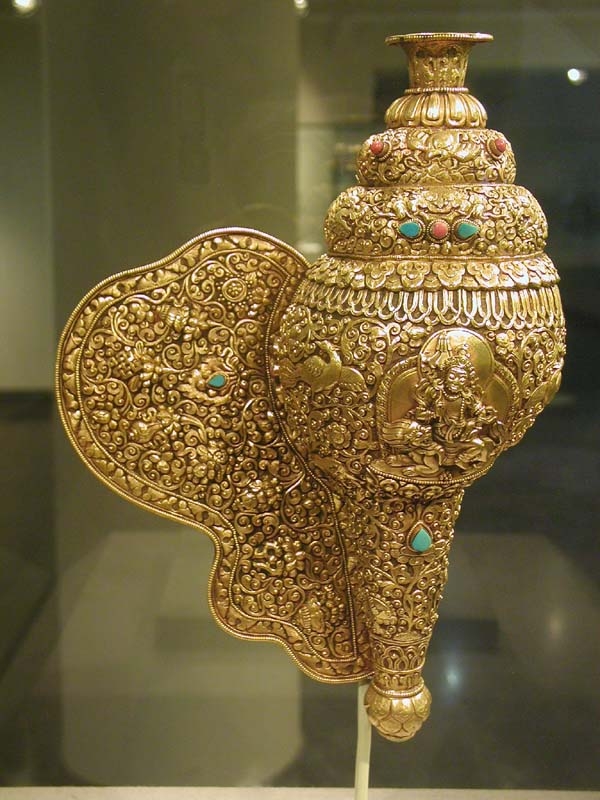
チベット仏教の儀式に用いられたトゥンカル（梵：シャンカ、śaṅkha）、「全包金法螺」　清代

## 発掘と研究
中国での仏教の普及により、この国は世界で最も豊かな仏教コレクションを有している。古代の仏教寺院はほとんど残されていないものの、現存する石窟寺院は多く、往時の信仰をうかがわせる手がかりとなっている。とりわけ、高窟の近く敦煌と甘粛省永靖県炳霊寺石窟、河南省洛陽近くの龍門石窟、山西省大同市の雲崗石窟、および重慶市にほど近い大足石刻は、現在でもよく保存されている。唐時代に8世紀に丘の中腹に彫られ、3つの川の合流を見下ろす楽山大仏は、現存する石仏としては世界最大規模を誇っている。
20世紀の始め、清朝末期には「敦煌文献」の発見を契機に敦煌学が始まり、仏教経典、仏像、中国仏教美術史の近代的な研究がヨーロッパ諸国、中国、日本によって始められた。
1996年には、山東省青州市、龍興寺址の窖蔵（穴蔵）から、合計で400体以上に上る石仏が発見された。また、2003年には同省済南市、開元寺址から80体余りの仏像が発見され、龍興寺出土の石仏群との比較・照合が行われた。龍興寺で発見されたこれらの仏像は、大きさや題材も様々であったが、埋蔵に至った過程までの経緯から損傷が激しいものが大半であった。だが、青州市博物館によって復元作業が行われたことで、制作時期の数世紀以上の幅があったことが判明した。紀年銘によれば、古いものでは永安2年（529年・北魏時代）、新しいものでは天聖4年（1026年・北宋時代）に制作されたことが分かっている。また、これらの仏像が埋蔵されたのは12世紀初期（北宋末期）以降であると推定されている。龍興寺出土の石仏群、特に北斉時代のものは、当時の中国における肉体表現に対する試行錯誤と、東南アジア・南インドに由来する、海のシルクロード伝来の仏像美術・ヒンドゥー教美術の影響をうかがうことができる。